# 真・三國無双シリーズ
真・三國無双シリーズ（しん・さんごくむそうシリーズ）はコーエーテクモゲームス（旧コーエー）から発売されているゲームソフトのシリーズ。ジャンルはアクションゲーム。シリーズの世界累計販売数は2025年時点で2,400万本を超える。
中国三国時代の歴史書『三国志』や、それらから派生した小説『三国志演義』をモチーフとしつつも、本シリーズ独自の設定が存在する。

## 作品解説
PlayStationで発売された『三國無双』の続編として登場したが、1対1の対戦型格闘ゲームであった前作に対し本作からは複数の敵と戦う三人称視点の3Dアクションゲームとなった。一人の武将となって、群がる一般兵士や名だたる武将をなぎ倒していく爽快感がこのゲームの最大の売りである。
海外版のDynasty Warriorsシリーズは『三國無双』からカウントされ『真・三國無双』を『Dynasty Warriors 2』とするため、国内版とはナンバリングが1つずれる。
1作目の『真・三國無双』は発売当初あまり知名度はなかったが、2作目からはフルボイスの起用、システムなどが大幅に改善されユーザーの関心がさらに集まるようになり、『真・三國無双2』は約1年をかけ国内だけで販売本数100万本を達成。その後も定期的に続編や拡張ソフトが発売されており、新たなジャンルを確立した。
主なゲームモードとなる「無双モード」「ストーリーモード」では魏、呉、蜀、晋いずれかの勢力もしくは群雄を選び、この中でプレイヤーは一人の武将となり自軍の勝利を目指す。それぞれのステージでは数百人規模の軍隊同士の戦いが繰り広げられる。技の数は作品によって違うが操作方法はほぼシリーズ共通であり、アクションゲームが苦手な者でも極めて容易にできる。
元々『真・三國無双』は、「リアルタイムシミュレーションとアクションの融合」をコンセプトに作成された。
本シリーズのシステムを用い、日本の戦国時代を舞台にした「戦国無双シリーズ」や戦国無双シリーズのキャラクター＋αと共闘する『無双OROCHI』、ロボットアニメガンダムシリーズの世界を舞台とした『ガンダム無双』などが開発されており、総称として「無双シリーズ」と呼ばれる。また、アクションゲーム以外にも本作のキャラクターによる麻雀ゲームやシミュレーションRPGといった別ジャンルの派生ソフトも発売されている。
『真・三國無双7』までは、『真・三國無双』のシステムをベースに、キャラクター・シナリオを追加したりシステムを洗練することで発展してきたが、『真・三國無双8』ではステージ制を廃止し中国全土をシームレスのオープンワールドにする等、ゲームシステムを全面的に見直した完全新作となっている。その次の作品となる『真・三國無双 ORIGINS』ではナンバリングを継承せず、ステージ制に回帰する一方でプレイヤーキャラクターをゲームオリジナルの記憶喪失の青年に固定し、これまでプレイヤーキャラクターだった三国志時代の英雄たちは主人公と共闘する「随行武将」として一時的に操作する形での参戦になるなど、前作とは別の形でゲームシステムを作り直した完全新作となった。
なお、新字体（当用漢字）での「真・三国無双」表記はマスメディアでの旧字体の使用を認めない場合に主として使用される。

## シリーズ
『猛将伝』は様々な追加要素を含んだ拡張ソフトであり単体でもプレイ可能だが、全ての要素をプレイするには無印版と猛将伝の両方のゲームディスクが必要となる（セーブデータのみでは不可）。
ナンバリング作品
| 2000 | 真・三國無双         |
| 2001 | 真・三國無双2        |
| 2002 |                      |
| 2003 | 真・三國無双3        |
| 2004 |                      |
| 2005 | 真・三國無双4        |
| 2006 |                      |
| 2007 | 真・三國無双5        |
| 2008 |                      |
| 2009 |                      |
| 2010 |                      |
| 2011 | 真・三國無双6        |
| 2012 |                      |
| 2013 | 真・三國無双7        |
| 2014 |                      |
| 2015 |                      |
| 2016 |                      |
| 2017 |                      |
| 2018 | 真・三國無双8        |
| 2019 |                      |
| 2020 |                      |
| 2021 |                      |
| 2022 |                      |
| 2023 |                      |
| 2024 |                      |
| 2025 | 真・三國無双 ORIGINS |

- 真・三國無双（PS2 - 2000年8月3日）
- 真・三國無双2（PS2 - 2001年9月20日、Xbox - 2002年9月26日）
  - 真・三國無双2 猛将伝（PS2）（2002年8月29日）
- 真・三國無双3（PS2 - 2003年2月27日、Xbox - 2004年9月4日）
  - 真・三國無双3 猛将伝（PS2 - 2003年9月25日）
  - 真・三國無双3 Empires（PS2 - 2004年3月18日）
  - 真・三國無双3 ハイパー（Windows - 2005年4月1日）
- 真・三國無双4（PS2 - 2005年2月24日、Xbox - 2005年8月25日）
  - 真・三國無双4 猛将伝（PS2 - 2005年9月15日）
  - 真・三國無双4 Special（Xbox 360 - 2005年12月22日、Windows - 2006年6月22日）
  - 真・三國無双4 Empires（PS2/Xbox 360 - 2006年3月23日）
- 真・三國無双5（PS3/Xbox 360 - 2007年11月11日、Windows - 2008年7月11日）
  - 真・三國無双5 Special（PS2 - 2008年10月2日、PSP - 2009年10月22日）
  - 真・三國無双5 Empires（PS3/Xbox 360 - 2009年5月28、PSP - 2010年1月21日）
- 真・三國無双6（PS3 - 2011年3月10日）
  - 真・三國無双6 Special（PSP）（2011年8月25日）
  - 真・三國無双6 猛将伝（PS3）（2011年9月29日）
  - 真・三國無双6 with 猛将伝（Windows）（2012年3月19日）
  - 真・三國無双6 with 猛将伝 DX（Steam for Windows）（2018年12月6日）
  - 真・三國無双6 Empires（PS3）（2012年11月8日）
- 真・三國無双7（PS3）（2013年2月28日）
  - 真・三國無双7 猛将伝（PS3）（2013年11月28日）
  - 真・三國無双7 with 猛将伝（PS3/PS Vita - 2013年11月28日、PS4 - 2014年2月22日、Windows - 2014年5月23日）
  - 真・三國無双7 Empires（PS3/PS4/Xbox One - 2014年11月20日、PS Vita - 2015年11月26日、Windows - 2015年2月27日、Switch - 2017年11月9日）
  - 真・三國無双7 with 猛将伝 DX（Switch）（2018年12月17日）
- 真・三國無双8（PS4/Xbox One/STEAM[注 1] - 2018年2月8日）
  - 真・三國無双8 Empires（PS5/PS4/Xbox Series X/Xbox Series S/Xbox One/Switch/Steam - 2021年12月23日）
- 真・三國無双 ORIGINS（PS5/Xbox Series X/S/Steam - 2025年1月17日）

派生作品
- 真・三國無双（PSP - 2004年12月16日）
- 真・三國無双ADVANCE（GBA - 2005年3月24日）
- 真・三國無双 2nd Evolution（PSP）（2006年3月23日）
- 雀・三國無双（PS2 - 2006年3月23日、PSP/DS - 2006年9月28日）
- 真・三國無双DS ファイターズバトル（DS - 2007年4月5日）
- 真・三國無双 MULTI RAID（PSP）（2009年2月26日）
  - 真・三國無双 MULTI RAID Special（PS3/Xbox 360 - 2009年10月1日）
- 真・三國無双 MULTI RAID 2（PSP - 2010年3月11日）
  - 真・三國無双 MULTI RAID 2 HD Version（PS3 - 2012年7月26日）
- 真・三國無双 NEXT（PS Vita - 2011年12月17日）
- 真・三國無双 VS（3DS - 2012年4月26日）
- 真・三國無双 英傑伝（PS3/PS4/PS Vita - 2016年8月3日）

オンライン・モバイル作品
- 真・三國無双BB（2006年）
- 真・三國無双Online（2007年）
- Mobile真・三國無双（iモード）（2008年1月21日）
- 100万人の真・三國無双（GREE）（2011年4月21日 - 2013年3月18日）
- 真・三國無双 SLASH（GREE）（2013年1月8日 - 2017年1月23日）
  - '真・三國無双 SLASH PLUS（コーエーテクモゲームス） （2014年5月28日-）
- 真・三國無双ブラスト（Google Play、App Store）（2014年7月31日 - 2016年3月23日）
- 真・三國無双 斬（Google Play、App Store）（2018年9月20日 - 2022年10月27日）
- 真・三國無双（Google Play、App Store）（2021年3月10日 - ）
- 真・三國無双 M（Google Play、App Store）（2023年11月22日 - 2025年2月20）

## シナリオ
基本的にシナリオは『三国志』の物語に沿って進行し、以下の戦いを主な基点としてステージが展開される。
- 黄巾の乱
- 虎牢関の戦い
- 官渡の戦い
- 赤壁の戦い
- 合肥の戦い
- 夷陵の戦い
- 五丈原の戦い

といった具合に、ステージは時代順に構成されている（使用する武将によって登場するステージは違いあり）。また、賊討伐などのオリジナルのステージや、許昌の戦いや白帝城の戦いといった架空の戦いを扱ったステージもある。
『Empires』シリーズの「争覇モード」では、シリーズの他作品と違い固定されたシナリオが存在せず、君主であるプレイヤーやNPCの攻め込む国の選択により、地域に対応したステージでの戦闘が行われる。
『真・三國無双8』ではこれまでのステージ制を廃止し、『三國志』一部作品のように広大な一枚マップのもとに各種イベントが配置される。三国時代の年代ごとに「章」を設け、それ毎に戦闘などの「任務」がマップの所々に配置される。任務をクリアすることで他の任務の敵レベルといった難易度を下げつつ、最終目標の任務をクリアした時点で次の年代の章に移行する。プレイヤーは自分の意志でマップを移動できるため、最終目標をいきなり攻略することも、本筋に関係しないサブイベントだけをこなして放浪することもできる自由度の高いプレイが可能となる。

## 登場キャラクター

### 無双武将
本作でのプレイアブルキャラクターはシリーズを通して項目の用語で呼称する。
劉備・曹操・孫権ら主要な武将が参戦する他、諸葛亮・司馬懿といった軍師が扇から光線を放ったり、貂蝉や大喬・小喬姉妹といった美姫が武将として戦ったりするなど、大胆な解釈がされたキャラクターが多く、張飛の娘・星彩の様に史実を基にシリーズ独自の人物像が生み出された武将も登場する。
キャラクターデザインはイラストレーターの諏訪原寛幸らが担当しているが、ニンテンドーDS版の『ファイターズバトル』のみ、5頭身のカートゥーン風になっている（イラスト担当者は不明）。『8』ではtwitterに原画を掲載しアートコンセプトに対するコメントがされているが一部プロのイラストレーターがキャラクター原案として携わっている。
キャラクターの外見年齢はステージの年代に関係なく固定されている（青年のキャラクターは常に青年で、老人のキャラクターは常に老人である）。そのため歴史上ではありえない対戦なども実現できるようになっている。プレイアブルではない一般武将は勇将・軍師（智将）・豪将・蛮将（西南夷族）・君主（『4』『8』）・老将（『6』以降）・賊将（野盗）（『8』）・五胡将（騎馬民族）（『8』）などとなっており、キャラのバリエーションはシリーズを重ねるごとにより際立っている。
以下にプレイヤーが使用可能な武将を記すが、特徴などはあくまで本作オリジナルのものであり、史実や演義と合致しない部分もあることに注意しなければならない。外見年齢は『4』公式設定資料集。身長は公式設定資料集やシナリオ集より（『3』の公式設定資料集では後のシリーズとは異なった外見年齢や身長が記載されていたこともあったが、全作通して身長・外見年齢は変わらない。『5』以降は資料集等における年齢設定が削除されている）。
尚、武器に関しては『三國無双』を含めた『5』までは武器の項目、『6』以降は得意武器の項目で分けて表記する。また、武器横の数字等はその武器に変更（以前の武器に戻った場合も同様）された際の初の作品タイトル。
キャッチコピー出典：

#### 魏
イメージカラーは青。象徴は鳳凰。一部の武将は氷属性の攻撃を持っている。
| No. | 登場人物 | 真・三國無双 | 真・三國無双２ | 真・三國無双３ | 真・三國無双４ | 真・三國無双５ | 真・三國無双６             | 真・三國無双７ | 真・三國無双８ | 真・三國無双 ORIGINS |
| --- | -------- | ------------ | -------------- | -------------- | -------------- | -------------- | -------------------------- | -------------- | -------------- | -------------------- |
| 1   | 夏侯惇   | 中井和哉     | →              | →              | →              | →              | →                          | →              | →              | →                    |
| 2   | 典韋     | 中井和哉     | →              | →              | →              | →              | →                          | →              | →              | →                    |
| 3   | 許褚     | 吉水孝宏     | →              | →              | →              | →              | →                          | →              | →              | →                    |
| 4   | 曹操     | 岸野幸正     | →              | →              | →              | →              | →                          | →              | →              | 阿座上洋平           |
| 5   | 夏侯淵   | 徳山靖彦     | →              | →              | →              | →              | →                          | →              | →              | →                    |
| 6   | 張遼     | 木下尚紀     | 田中大文       | →              | →              | →              | →                          | →              | →              | →                    |
| 7   | 司馬懿   | 滝下毅       | →              | →              | →              | →              | 本作より新勢力「晋」へ移籍 |                |                |                      |
| 8   | 徐晃     |              | 山本圭一郎     | →              | →              | →              | →                          | →              | →              | →                    |
| 9   | 張郃     |              | 幸野善之       | →              | →              | →              | →                          | →              | →              | →                    |
| 10  | 甄姫     |              | 住友優子       | →              | →              | →              | →                          | →              | →              | →                    |
| 11  | 曹仁     |              |                | 江川央生       | →              | →              | →                          | →              | →              |                      |
| 12  | 曹丕     |              |                |                | 神奈延年       | →              | →                          | →              | →              |                      |
| 13  | 龐徳     |              |                |                | 森田成一       |                | →                          | →              | →              |                      |
| 14  | 蔡文姫   |              |                |                |                |                | 吉川未来                   | →              | →              |                      |
| 15  | 賈詡     |              |                |                |                |                | 石川英郎                   | →              | →              | →                    |
| 16  | 王異     |              |                |                |                |                | 桑島法子                   | →              | →              |                      |
| 17  | 郭嘉     |              |                |                |                |                | 三宅淳一                   | →              | 神原大地       | →                    |
| 18  | 楽進     |              |                |                |                |                |                            | 伊藤健太郎     | →              | →                    |
| 19  | 李典     |              |                |                |                |                |                            | 鳥海浩輔       | →              | →                    |
| 20  | 于禁     |              |                |                |                |                |                            | 宮内敦士       | →              | →                    |
| 21  | 荀彧     |              |                |                |                |                |                            | 大原崇         | →              | →                    |
| 22  | 曹休     |              |                |                |                |                |                            |                | 佐藤拓也       |                      |
| 23  | 満寵     |              |                |                |                |                |                            |                | 青木崇         |                      |
| 24  | 荀攸     |              |                |                |                |                |                            |                | 浜田賢二       | →                    |

夏侯惇（元譲）（『三國無双』より参戦）
声：中井和哉
キャッチコピー：
曹操の片腕として活躍した隻眼の将（『2』）
隻眼 乱世の先を映す（『3』）
隻眼、乱世の先を映す（『4』）
曹操を支える隻眼の将（『4猛将伝』）
覇道を支える隻眼の将星（『7』）
隻眼の将星（『6』『8』）
武器：朴刀→砕棒（『5』）
得意武器：刀→朴刀（『6猛将伝』）
一人称：俺 / 身長：188cm / 年齢：29歳
曹操・夏侯淵の従兄弟であり、魏の重鎮。旗揚げ以来の無二の腹心であり、君主である曹操の身分にかかわらず「孟徳」と字で呼び対等に口を利くことができる。曹操が大いに賞賛している客将の関羽を苦々しく思いながらも、誰よりも好敵手として認めてもいる。
普段は冷静沈着だが気性が激しく剛胆な性格であり、呂布との戦いで敵兵に矢で左目を射抜かれてもなお奮戦した隻眼の猛将として知られる。
『6』以降では眼帯がなく両目とも健在な時期のデザイン（コスチューム）も用意されている。
『4』以前は長髪だったが、『5』以降は短髪になった。
典韋（『三國無双』より参戦）
声：中井和哉
キャッチコピー：
悪来の異名を持つ魏軍の最強戦士（『2』）
忠節の刃 命燃やし猛る（『3』）
猛き忠義 黎明に吼える（『4』）
容貌魁偉な忠義の士（『4猛将伝』）
猛き忠義、乱世の黎明に吼える（『7』）
猛き忠義（『6』『8』）
武器：斧→鉄球（『5』）
得意武器：手斧
一人称：わし / 身長：192cm / 年齢：27歳
曹操に殷の時代の豪傑になぞらえ「悪来」と呼ばれている、直属の親衛隊隊長。とある事情で虎を追っていたところを夏侯惇の目に留まり、そのまま曹操軍の配下となった。護衛隊仲間の許褚とは親友。
スキンヘッドで厳つい風貌をしており言動も粗暴だが、朗らかで人一倍忠節を尊重している。設定資料集によると海外での人気が高い。
宛城の戦いで曹操が賈詡の策によって窮地に陥った際には身を挺して曹操を守り抜いた。
敵将を撃破した典韋以外の武将は「敵将、討ち取ったり！」かそれに準ずる台詞を発するが、彼のみ「いっちょあがりだぜ！」（『5』以降は「へっ！ いっちょあがりだぜ！」）となっている。
張遼（文遠）（『真・三國無双』より参戦）
声：木下尚紀→田中大文（『2』以降）
キャッチコピー：
魏の五将軍の筆頭に座す尚武の将軍（『2』）
魏の青龍 戦乱の天を昇る（『3』）
青龍 戦乱の天を昇る（『4』）
泣く子も黙る猛将（『4猛将伝』）
比類無き刃、求めるは大いなる武（『7』）
比類無き刃（『6』『8』）
武器：鉤鎌刀→双戟（『5』）
得意武器：双鉞
一人称：私 / 身長：185cm / 年齢：27歳
もとは董卓・呂布に仕えていたが、呂布の滅亡後は武人としての信念を認められ曹操の麾下に迎えられた武将。魏の「五将軍」の筆頭格。
「真の武」への追求を怠らない生粋の武人であり、敵味方を問わず相手には礼節を尽くす人物。戦場では単騎で大軍を蹴散らす超人的な武勇を発揮し、対呉戦線で獅子奮迅の活躍を見せた。
関羽を武人として心から尊敬しており、敵味方を超えた友誼で結ばれた無二の友でもある。
曹操（孟徳）（『三國無双』より参戦）
声：岸野幸正→阿座上洋平（『ORIGINS』） / 映画版日本語吹き替え：深川和征
キャッチコピー：
乱世の奸雄と評された魏の武帝（『2』）
傑物の双眸 覇業に蒼く燃える（『3』）
双眸 蒼き覇業に燃ゆ（『4』）
覇道を突き進む英雄（『4猛将伝』）
蒼き覇道、混迷の時を拓く（『7』）
蒼き覇道（『6』『8』）
武器：将剣
得意武器：刀→将剣（『7』）
一人称：わし、私 (献帝に対して／『ORIGINS』) / 身長：174cm / 年齢：36歳
比類のない行動力と卓越した戦略、類稀な政治的手腕と身分にとらわれない人材登用で有能な配下を得、一代で大国魏の礎を築いた、当代随一の英雄にして詩人。
「乱世の奸雄」と恐れられる覇王だが、決して無慈悲な独裁者ではなく忠実な配下の死には悲しみの表情を覗かせ、身近にいた人間に限らず、一度は敵対した相手であろうと有能な人物は残らず配下に招き入れる度量がある。
とりわけ関羽は彼にとって良くも悪くも一目置く存在であり、恩義を返し終わり劉備の元に帰ろうとする関羽を引き止めず見送った後は、覇道に立ちはだかる漢として対峙することになる。
映画は若かりし頃の姿を描かれており、自信過剰で不遜な態度を崩さない傍若無人な性格を強調している。
許褚（仲康）（『三國無双』より参戦）
声：吉水孝宏
キャッチコピー：
曹操の親衛隊長は忠勇無双の猛者（『2』）
その心は無垢 その力は無双（『3』『4』）
純朴なる力自慢（『4猛将伝』）
純真の武、優しさを乗せて（『7』）
純真の武（『6』『8』）
武器：砕棒→重棒（『5』）
得意武器：砕棒
一人称：おいら / 身長：184cm / 年齢：25歳
典韋の死後に曹操の護衛隊長の任に就いた豪傑。賊から村を守るために戦っていたが、後に曹操の家来となる。
間の抜けたような顔つきで、相撲の力士を想起させるかなりの肥満体型。食いしん坊で訛りがありゆっくりとした喋り方をしている。
普段は暢気でボーっとしているが戦場では虎のように勇猛であることから「虎痴」と呼ばれている。言動は朴訥ながら善良で思慮があり、他人の気持ちを理解して親身な発言をすることができる。
夏侯淵（妙才）（『真・三國無双』より参戦）
声：徳山靖彦
キャッチコピー：
夏侯惇とともに曹操を支えた腹心（『2』）
蒼き迅雷 戦場に轟く（『3』）
闘将 陣風を巻く（『4』）
豪放磊落なる闘将（『4猛将伝』）
闘将、悠々と陣風まといて（『7』）
気さくな闘将（『6』『8』）
武器：青龍刀→砕棍・弓矢（『3』）→刀（『5』）→弓（『MULTI RAID』）
得意武器：弓→鞭箭弓（『7』）→双鞭（『8』）、鞭箭弓（『8』DLC）
一人称：俺 / 身長：183cm / 年齢：28歳（『3』の公式設定資料集では29歳と誤植）
曹操・夏侯惇の従弟にあたる魏軍の宿将。夏侯惇を親しみを込めて「惇兄（とんにい）」と呼ぶ。夏侯覇の実父。
戦場では得意の強襲と神技とも言われる弓術で敵を戦慄させる猛将だが、『3』以降では恰幅が良く気さくな性格となり、敵に対しては厳しい態度をとりながらも、普段は戦友や部下の緊張を諧謔や冗談で解し居ながらにして場を和ませる一面を見せる。
切羽詰まったときなどに「いやいやいや」で返すのが口癖。
徐晃（公明）（『真・三國無双2』より参戦）
声：山本圭一郎
キャッチコピー：
曹操が信頼した不敗の将（『2』）
ただ純然と 武の極みを見つめて（『3』）
武の魂 頂へと直走る（『4』）
ただ武の極みを目指す（『4猛将伝』）
廉直なる武の魂、頂へと直走る（『7』）
廉直なる武（『6』『8』）
武器：大斧→戟（『5』）
得意武器：戟→大斧（『NEXT』）
一人称：拙者 / 身長：185cm / 年齢：33歳
謹厳で清廉な心を持ち智勇を兼ね備えた武将。その実力は曹操から「孫武に匹敵する」と称えられ、魏の「五将軍」の一人に数えられる。
「武」の本質とは何なのかを追い求める生き様は戦友の張遼と共通しているが、張遼が闘いの中で武の頂を目指すのに対し、彼は「真の武」とはもっと精神的なもの・心の有り様にこそあると考えている。
張遼同様、関羽を「仁・智・勇兼ね備えた武将の理想像」と敬愛し、いつかは乗り越える目標としている。
満寵とは旧知の仲で、互いに信頼出来る関係である。
晋が登場するまでの『5』以前のシリーズでは彼らに代わって魏内政争時は司馬一族派に属している。
『8』で初めて董卓軍に居た頃が描かれた。
張郃（儁乂）（『真・三國無双2』より参戦）
声：幸野善之
キャッチコピー：
魏の五将軍にも数えられる曹軍最後の武人（『2』）
武即是舞 ひたすらに美しく（『3』）
絢爛たる武（『4』）
戦場を舞う美の戦士（『4猛将伝』）
絢爛の武、乱世を鮮やかに彩る（『7』）
絢爛の闘士（『6』『8』）
武器：鉄鈎→槍（『5』）→鉄爪（『5Special』）
得意武器：鉤爪→鏢（『8』）、鉤爪（『8』DLC）
一人称：私 / 身長：194cm（『3』の公式設定資料集では179cmと誤植） / 年齢：29歳
元袁紹の配下武将で、魏で五指に入る名将「五将軍」の一人。
美の求道者であり武技や戦術をも芸術の一環ととらえる独特の美意識を持っている。ナルシストでもあるが、敵であっても美質を備えたものには賛美を惜しまない。『4』では司馬懿の裏切りに他の誰よりも早くから気づいていながらも、その戦いが美しいという理由だけで共に曹操から離反して司馬懿の天下を支える事になる。他にも夏侯淵に絶賛すべき美を見出し、彼を「将軍」と呼び慕っている。『3』以降では張郃の振る舞いを模倣する部下たちも現れている。
晋が登場するまでの『5』以前のシリーズでは徐晃と共に司馬一族派を担っている。
曹仁（子孝）（『真・三國無双3』より参戦）
声：江川央生
キャッチコピー：
平和願う魂 今はその身を砦として（『3』）
沈着なる武 身を砦として平和を願う（『4』）
盾となりて主君を守る（『4猛将伝』）
沈着なる盾、平穏の天地を目指し（『7』）
沈着なる盾（『6』『8』）
武器：牙壁→戟（『5』）
得意武器：鎖分銅→牙壁（『6Empires』）→鎖分銅（『8』）
一人称：自分 / 身長：174cm / 年齢：31歳
曹操の従弟。堅牢な甲冑に身を固め、寡黙で質実剛健を絵に描いたような武将。シリーズ通して目の周りに刺青のような模様が描かれている。
争いを好まず、常に最小の犠牲で戦乱を終わらせるという堅い信念を持っており、故に守勢の戦をこそ得意としている。
樊城に籠城している自分達の救援の為、命を捨てようとする龐徳には強く心打たれた様子が描かれた。また戦闘のスリルを心から楽しむ甘寧とは決定的に相容れず、戦場では罵倒の応酬を演じていた。
曹丕（子桓）（『真・三國無双4』より参戦）
声：神奈延年
キャッチコピー：
覇道を継ぐ、怜悧なる帝王（『4』）
覇道を継ぐ偉才（『4猛将伝』）
怜悧なる次代、覇道をも呑んで（『7』）
怜悧なる次代（『6』『8』）
武器：双刃剣→剣（『5』）→長剣（『5Special』）
得意武器：双剣→双刃剣（『7』）
一人称：私 / 身長：182cm / 年齢：27歳
曹操の嫡男にして後継者。漢の天下を簒奪し魏王朝を成立させた若き皇帝。
次代を統べるに相応しい父譲りの才気を持つが、人間味が薄く人を見下すような態度をとる事が多い。
司馬懿には簒奪の野心を見抜いた上で全幅の信頼を置き、司馬懿も曹丕には忠実だった。
甄姫（真・三國無双2より参戦）
声：住友優子
キャッチコピー：
美貌は花のごとしとうたわれた美女（『2』）
奏でるは 散りゆく者への死の調べ（『3』）
曹丕に添いて咲く華（『4』）
艶やかに奏でる死の旋律（『4猛将伝』）
麗しの華、次代の傍らに咲く（『7』）
麗しの華（『6』『8』）
武器：鉄笛→多節鞭（『5』）
得意武器：笛→多節鞭（『8』）、鉄笛（『8』DLC）
一人称：私（わたくし） / 身長：164cm / 年齢：25歳
「肌は玉の如く、美貌は花の如し」と称えられる傾国の美女。元は袁煕の妻だったが、曹丕が攻めてきた際に曹丕に見初められ、袁家が滅ぼされて以降は彼の妻となった。
自らの美貌に絶大な自信を持つなど凛とした意思の強さを持ち、自らも戦場に出て夫を支える。左目の下に特徴的なホクロがある。曹丕には「甄」と呼ばれ、逆に曹丕のことを「我が君」と呼んでいる。
史実のように次第に曹丕に疎んじられていく描写はなく仲睦まじいが、『8』では民の会話から立場が危うくなっていることが仄めかされている。
蔡文姫（『真・三國無双 MULTI RAID 2』より参戦）
声：吉川未来
キャッチコピー：
麗人、愁いの旋律で時世を紡ぐ（『7』）
憂いの才女（『6』『8』）
武器：二胡
得意武器：箜篌→多節鞭（『8』）
一人称：私 / 身長：165cm
蔡邕の娘。一時は匈奴のもとに連れ去られ子をもうけていたが、父の知り合いだった曹操が彼女の才を惜しみ財宝を対価として支払うことによって後漢に帰還させられることになる。
詩学・音楽に高い才を持ち、台詞の節々にもそれをうかがわせる言葉遣いが多い。
賈詡（文和）（『真・三國無双6』より参戦）
声：石川英郎
キャッチコピー：
異色の参謀、打算で勝利を描く（『7』）
打算を知る男（『6』『8』）
得意武器：鎖鎌
一人称：俺 / 身長：172cm
西涼出身の軍師。ターバンの様な独特の頭巾、「あははあ」と特徴的な笑いの他、人を食ったような発言が目立つが、その上で狡猾さと計算高さを併せ持つ曲者。
忠義や理想大望よりも自らの打算を武器に立ちまわる現実主義者の一人で、主君を変えつつ諸勢力間を転々としながらもその能力の高さから行く先々で重用されるという保身の極意を心得た強かな人物である。
張繍の軍師として曹軍と戦った際に曹昂と典韋を死に至らしめたことから曹操への投降は命を賭したものだったが、全軍の指揮を任せられた「潼関の戦い」などで実績を積んだことで曹操の信頼を勝ち取り、のちも終生にわたって魏に貢献した。
龐徳（令明）（『真・三國無双4』と『6猛将伝』以降に参戦）
声：森田成一
キャッチコピー：
忠節の魂 武をもって示す（『4』）
信義を貫く武人（『4猛将伝』）
ただ武にて示す、揺るぎなき士の魂（『7』）
揺るぎなき士の魂（『6』『8』）
武器：双戟
得意武器：双鉞→狼牙棒（『NEXT』）
一人称：それがし / 身長：205cm / 年齢：31歳
西涼の太守・馬騰/馬超父子に仕えていた寡黙な武将。魏の五将軍とも堂々渡り合うことができるほどの猛者。
父の仇討ちに燃える馬超を補佐し、西涼武人の真骨頂を発揮し魏軍を圧倒する活躍を見せたが、敗戦に憔悴し復讐に忘我状態になっていく馬超を見るに耐えなくなり、彼と袂を分かつことになる。
樊城の戦いでは、衆目に魏への忠義を証明する為自らの棺を仕立て、揺るぎなき決意と壮絶な覚悟を背負い、名将関羽に決死の戦いを挑む。
王異（『真・三國無双6 猛将伝』より参戦）
声：桑島法子
キャッチコピー：
復讐に咲く、気高き妖花（『7』）
復讐に咲く妖花（『6』『8』）
得意武器：筆架叉→峨嵋刺（『7Empires』）→圏（『8』）、峨嵋刺（『8』DLC）
一人称：私 / 身長：170cm
関中地方の豪族、王氏の娘。一族を西涼地方の軍閥に滅ぼされたため、その有力武将である馬超への復讐を誓い、馬超と敵対する魏の参謀となった。当初は他者と距離をとっていたが、魏軍として戦っている間にそのあり方は変わっていく。
感情や怒りを直接的に込めて曹操を憎悪する馬超とは対照的に、彼への強い復讐心を持ちながらも冷静沈着に物事を運ぶアンチテーゼ的な性格の持ち主。またその憎悪の強さのあまり「恋にも似た感情」と独自の表現を表している。
なお細身の体からは想像も出来ないほどの酒豪。
郭嘉（奉孝）（『真・三國無双6 猛将伝』より参戦）
声：三宅淳一→神原大地（『8』以降）
キャッチコピー：
享楽の才子、刹那の夢に生きる（『7』）
享楽の才子（『6』『8』）
得意武器：打球棍→棍（『8』）
一人称：私 / 身長：175cm
曹操に仕え、優れた洞察力で高く評価された夭折の名参謀。河北平定戦において袁譚・袁尚兄弟の仲間割れを誘うなど、神算の知謀で曹操の覇業に貢献する。
飄々とした性格で酒と女性を好み艶やかな言葉で愛を囁くなど享楽的な気質を持つが、その根底には自らの短い命数を悟っている刹那的な人生観がうかがえる。
金髪の髪と胸元の開いた服が特徴であり、耳にはピアスをしている。
『6』発売の際に『週刊ファミ通』で行われた、「プレイヤー武将として登場して欲しい武将」投票の1位に選ばれ、記念にプレイヤー武将化を模したデザイン画が誌上掲載された。そしてそのデザインのまま『6猛将伝』で無双武将として使用可能となった。
楽進（文謙）（『真・三國無双7』より参戦）
声：伊藤健太郎
キャッチコピー：
疾風、縦横無尽の斬り込み隊長（『7』）
恐縮至極の斬り込み隊長（『8』）
得意武器：双鈎→双鞭（『8』）、双鈎（『8』DLC）
一人称：私 / 身長：170cm
元文官（記録係）から夏侯惇に取り立てられ、曹操の旗揚げからつき従った魏の「五将軍」の一人。小柄ながら高い身体能力の持ち主で、多くの戦で先陣を切るなどの活躍を見せる。
真っ直ぐで礼儀正しい性格だが、捨て駒に徹しようとしてかえって大役を引き受けてしまうこともある。また、「恐縮です」等の低姿勢な言葉から気弱な面も見せることが多く、戦友の李典からその面を指摘されている。
李典（曼成）（『真・三國無双7』より参戦）
声：鳥海浩輔
キャッチコピー：
予感的中、勘の冴えるお調子者（『7』）
予感を的中させる男（『8』）
得意武器：車旋戟→偃月刀（『8』）、月牙鏟（『8』DLC）
一人称：俺 / 身長：180cm
自称「勘が冴える男」。曹操の旗揚げから従った歴戦の勇士。軽妙すぎる態度で周囲を面食らわせることもあるが根は至って真面目である。
敵の罠や計略にいち早く感づくことが出来る。しかしそれをうまく理由付けて人に伝えられないジレンマを抱えていて、小心者の所がある。
かつて伯父を呂布に殺害された経緯から当時呂布の部下だった張遼を仇敵として憎んでいたが、「合肥の戦い」で協力した際に彼の優れた武を認めてもいる。
于禁（文則）（『真・三國無双7 猛将伝』より参戦）
声：宮内敦士
キャッチコピー：
常勝将軍、節義の鎧を纏いて（『7』）
峻厳なる常勝将軍（『8』）
得意武器：三尖刀
一人称：私 / 身長：195cm
魏において屈指の名将達「五将軍」の一人で、最古参の戦歴と連戦連勝の軍功を誇る、古風質朴な武芸の達人。
外連味のない堅実な戦法で確実に勝利を積み重ねていく信条の持ち主で、滅私奉公を旨とし目立つことを良しとしない性格ゆえ、筆頭の座は張遼に譲る形となっている。
軍規に厳格でやや杓子定規な傾向はあるものの、賞罰が非常に公正で明確であるため、主君曹操をはじめ戦友・部下達からは畏れられつつも厚い信頼を寄せられている。
史実では樊城の戦いで降伏したことで晩節を汚すことになるが、『8』においても降伏という史実に則った結末を迎える。ただし自身のエンディングにおいて、関羽軍の兵糧を困窮させるための「次善の策」として曹操に献策していた事が明かされる。しかし降伏後、魏への帰還前に唯一真意を知る曹操が死去した事から、帰参の際には曹丕から「裏切り者が元の主君の墓参りとは。あの世の父に名誉の回復でも願いに来たか？」と皮肉を言われるも、「いえ……投降者には重き罰を。軍規は厳格なもの。例外は許されません」と厳然と処分を求める姿を見た彼から「大義であった。父に代わって礼を言おう」と労いの言葉をかけられるところで物語の幕が下りる。
荀彧（文若）（『真・三國無双7 Empires』より参戦）
声：大原崇
キャッチコピー：
清爽な空気を纏う王佐の才（『7』）
煌く王佐の才（『8』）
得意武器：陣杖→鏢（『8』）
一人称：私 / 身長：180cm
「王佐の才を持つ」と謳われた曹操の参謀。数々の戦略を献策すると同時に、その人脈の広さから多くの逸材を登用し、曹操の事業に大きく貢献した。しかし、曹操の勢力が拡大するにつれ、帝より強大な権力を握ることに対して異を唱えたことにより、曹操との間に亀裂が走る。
礼節を重んじる口調の中に、あらゆる人物の才覚を常に気に留めていると思しき面が見受けられる。
曹休（文烈）（『真・三國無双8』より参戦）
声：佐藤拓也
キャッチコピー：順良なる駿馬
得意武器：扇刃
一人称：俺 / 身長：175cm
曹操の甥。息子同然に育てられた。曹操の挙兵の際、遠く離れた呉郡から駆けつけたことから「この子はわが家の千里の駒なり」と称賛された。
素直で物事を信じやすい性格。なお親族の曹操や後継者の曹丕には主君として接するなどあくまで公私のけじめをつけている。特に曹操に対しては、当初は『叔父上』と呼んでいたが、『殿』に改めた。
満寵（伯寧）（『真・三國無双8』より参戦）
声：青木崇
キャッチコピー：微笑みの謀士
得意武器：射刃槍
一人称：私 / 身長：185cm
魏の知将。数々の防衛戦で活躍した。特に合肥新城の戦いでは巧みな計略と罠で孫権軍の侵攻を防ぎ続けた。
徐晃とは旧知の仲で、曹操への出仕を勧めるなど、弁舌にも優れている。
荀攸（公達）（『真・三國無双8』より参戦）
声：浜田賢二
キャッチコピー：泰然自若の戦術家
得意武器：鋼鞭剣
一人称：俺 / 身長：170cm
曹操に仕える軍略家。多くの戦で策を提案し、曹操軍を勝利に導いた。
荀彧とは縁戚関係にあたる。かつて策を仲間に漏らされ投獄された経緯からか、寡黙で多くを語らない。作中でも「作戦完了」と端的に話す場面が多く見受けられるが、酒が入ると饒舌になる一面もある。

#### 呉
イメージカラーは赤。象徴は虎。多くの所属武将が、炎属性の攻撃を持っている。
| No. | 登場人物 | 真・三國無双 | 真・三國無双２ | 真・三國無双３ | 真・三國無双４ | 真・三國無双５ | 真・三國無双６ | 真・三國無双７ | 真・三國無双８ | 真・三國無双 ORIGINS |
| --- | -------- | ------------ | -------------- | -------------- | -------------- | -------------- | -------------- | -------------- | -------------- | -------------------- |
| 1   | 周瑜     | 吉水孝宏     | →              | →              | →              | →              | →              | →              | →              | →                    |
| 2   | 陸遜     | 野島健児     | →              | →              | →              | →              | →              | →              | →              |                      |
| 3   | 孫尚香   | 宇和川恵美   | →              | →              | →              | →              | →              | →              | →              | →                    |
| 4   | 甘寧     | 北谷彰基     | 三浦祥朗       | →              | →              | →              | →              | →              | →              | →                    |
| 5   | 孫堅     | 徳山靖彦     | →              | →              | →              | →              | →              | →              | →              | →                    |
| 6   | 太史慈   | 掛川裕彦     | →              | →              | →              | →              | →              | →              | →              | 大槻丈一郎           |
| 7   | 呂蒙     | 堀之紀       | →              | →              | →              | →              | →              | →              | →              | 奥畑幸典             |
| 8   | 黄蓋     |              | 稲田徹         | →              | →              | →              | →              | →              | →              | →                    |
| 9   | 周泰     |              |                | 石川英郎       | →              | →              | →              | →              | →              | →                    |
| 10  | 凌統     |              |                |                | 松野太紀       | →              | →              | →              | →              | →                    |
| 11  | 孫策     |              | 河内孝博       | →              | →              | →              | →              | →              | →              | →                    |
| 12  | 孫権     | 菅沼久義     | →              | →              | →              | →              | →              | →              | →              | →                    |
| 13  | 小喬     |              | 嶋方淳子       | →              | →              | →              | →              | →              | →              |                      |
| 14  | 大喬     |              | 嶋方淳子       | →              | →              |                | →              | →              | →              |                      |
| 15  | 丁奉     |              |                |                |                |                | 中尾良平       | →              | →              |                      |
| 16  | 練師     |              |                |                |                |                | 神田朱未       | →              | →              |                      |
| 17  | 魯粛     |              |                |                |                |                |                | 楠大典         | →              | →                    |
| 18  | 韓当     |              |                |                |                |                |                | 田中秀幸       | →              | →                    |
| 19  | 朱然     |              |                |                |                |                |                | 柿原徹也       | →              |                      |
| 20  | 程普     |              |                |                |                |                |                |                | 谷昌樹         | →                    |
| 21  | 徐盛     |              |                |                |                |                |                |                | 新垣樽助       |                      |

周瑜（公瑾）（『三國無双』より参戦）
声：吉水孝宏
キャッチコピー：
諸葛亮と火花を散らした容姿端麗の知略家（『2』）
王佐の才 江東に紅く激しく（『3』）
王佐の才 江東に煌く（『4』）
眉目秀麗、多才なる参謀（『4猛将伝』）
紅き情熱、朋との夢を抱いて（『7』）
紅き情熱（『6』『8』）
武器：古錠刀→棍（『5』）
得意武器：棍
一人称：私 / 身長：178cm / 年齢：25歳（『3』の公式設定資料集では22歳と誤植）
呉の大都督にして不世出の将帥。容姿端麗で「美周郎」と称され、武芸武略のみならず歌舞音曲にも深く通じる。
南下する曹操に対して魯粛と共に抗戦論を主張し、赤壁で総司令官を務めて勝利に貢献した。
孫策とは親友にして義兄弟であり、共に天下統一を実現することを生涯の夢としていた。孫策が早世した後は孫権を全力で補佐する。妻の小喬にはその活発さに悩まされることもある。
赤壁の戦いで共闘した諸葛亮を呉に仇なす存在とみて危険視している。
ポニーテールだった『5』を除き、長い髪を下ろしている。
陸遜（伯言）（『三國無双』より参戦）
声：野島健児
キャッチコピー：
孫権の下で功を立てた呉軍の指揮官（『2』）
若き智勇 鼎立の時を駆ける（『3』）
若き智勇 孫呉の未来へ（『4』）
孫呉の未来をになう俊才（『4猛将伝』）
若き知勇の炎、孫呉の未来を照らす（『7』）
若き知勇の炎（『6』『8』）
武器：双剣→細剣（『5』）
得意武器：双剣→飛燕剣（『7』）
一人称：私 / 身長：171cm / 年齢：17歳
思慮深く、常に誠実を旨としてふるまう呉軍の若き俊英。その才能を孫権に認められ、復讐に燃え呉に侵攻してきた劉備軍撃退の総指揮官に抜擢される。夷陵の戦いにて勝利に貢献し、その名を轟かせた。
周瑜をはじめとする呉の諸将のみならず、時に敵対する立場の蜀の軍師・諸葛亮をも「先生」と仰ぐ清廉で謙虚で慎み深い人物。
素直で忠実だが、空気が読めない部分もあり、魯粛や呂蒙からはしばしば困惑されることも。
『4』以前及び『8』では帽子を着用。また、無印のみ衣装が青色を基調とし、『5』のみ右目元に刺青を施している。
孫尚香（『三國無双』より参戦）
声：宇和川恵美
キャッチコピー：
劉備と結ばれたおてんば公主（『2』）
戦乙女 日月の光纏って（『3』）
尚武の姫君 心は劉備に重ね（『4』）
男勝りの弓腰姫（『4猛将伝』）
尚武の姫君、大徳に心重ねて（『7』）
尚武の姫君（『6』『8』）
武器：剣→夏圏（『1』）→弓（『5』）
得意武器：圏
一人称：私 / 身長：167cm / 年齢：18歳（『3』の公式設定資料集では16歳と誤植）
孫堅の娘で孫策・孫権の妹。「尚香」の名は京劇での役名に由来する。明朗快活で武芸を好み、武装した侍女を従え、自らも常に腰に短弓をはいていた為「弓腰姫」とも称された。政略結婚により劉備に嫁ぐ。
『3』までは劉備との結婚がストーリー中で触れられることは少なかったが、『3猛将伝』で劉備と結婚して呉を離れるエピソードが描かれ、『4』では後に呉に帰国して戦場で相見える場面もある。『5』以降では劉備との関係性を強調した演出が多く、夷陵の戦いでは蜀側におり兄と夫が争うのを悲しむ描写もある。『2』でもストーリー中こそ触れられないものの、劉備でクリアするとエンディングテーマを歌うシーンのキャラが孫尚香になる（他の蜀の武将では貂蝉）。
甘寧（興覇）（『真・三國無双』より参戦）
声：北谷彰基→三浦祥朗（『2』以降）
キャッチコピー：
水賊から勇猛果敢な武将に転身（『2』）
武侠の炎 紅連に立ち昇る（『3』）
武侠に燃える（『4』）
水賊上がりの喧嘩好き（『4猛将伝』）
磊落の侠、奔る（『7』）
磊落の侠（『6』『8』）
武器：青龍刀→甲刀（『3』）→双鉤（『5』）
得意武器：鎖鎌→鎖分銅（『6Empires』）→鎖鎌（『8』）
一人称：俺 / 身長：181cm（『3』の公式設定資料集では184cmと誤植） / 年齢：23歳
孫呉において「魏の張遼に対抗しうる」と讃えられる猛将にして水上戦の妙手。常に鈴を掛けて戦場に赴く事から「鈴の甘寧」の異名を持つ。元は水賊の長、後に黄祖に仕官するも冷遇され、敵側の孫呉に馳せ参じる。
侠気に富んだ好漢であり、面倒見のよさから部下からも慕われている。気質が荒く独断専行が多いため孫権も頭を悩ませていたが、「おっさん」と呼んで慕う呂蒙の薫陶の甲斐があり、次第に「武将」として開眼する。
自身を父親の仇として深く憎む凌統からたびたび敵意を向けられるが、次第に彼とも信頼を築き、協力していく。
茶色の髪で羽を頭に飾っている（『5』『6』では金髪で髪飾りは無い）。毎シリーズ鈴飾りを下げており、刺青が入っていることがわかる。『5』以降は足音とともに鈴の音が鳴るようになった。
孫堅（文台）（『真・三國無双』より参戦）
声：徳山靖彦
キャッチコピー：
江東の虎と呼ばれた孫子の末裔（『2』）
猛き虎の血潮 乱世に咆哮す（『3』）
猛き虎の血を次代へ（『4』）
乱世に猛る江東の虎（『4猛将伝』）
猛き虎の魂、次代へ伝えんと（『7』）
猛き虎の魂（『6』『8』）
武器：長剣→牙剣（『3』）→古錠刀（『5』）
得意武器：刀→九環刀（『7』）、火塵双刀（『8』DLC）
一人称：俺 / 身長：182cm / 年齢：38歳（『3』の公式設定資料集では32歳と誤植）
「江東の虎」の異名を持つ、孫子の末裔とされる勇将。海賊退治と黄巾の乱鎮圧における評価によって長沙の太守になるが、元々の出自の悪さからかたびたび諸侯から「田舎者」と軽蔑される。
聡明で勇敢でもあるが、家族や孫呉を守ることを第一としており、名誉は望んでいない。
孫策、孫権、孫尚香には「偉大な父」と尊敬されているが、勇を恃んで猪突し危機に瀕する事も少なくない。
作品によっては後の三国鼎立時代以降まで生き延びていることもある。『4』以前及び『8』では兜を着用し、『5』から『7』及び『8』の平服姿では白髪を晒している。
太史慈（子義）（『三國無双』より参戦）
声：掛川裕彦→大槻丈一郎（『ORIGINS』）
キャッチコピー：
義理堅く、部下の信頼も厚い（『2』）
剛毅なる者 その心技は直にして剛（『3』）
不屈の闘志 その心技は直にして剛（『4』）
武をもって忠義を示す（『4猛将伝』）
不屈の闘志、熱き誓い胸に（『7』）
不屈の闘志（『6』『8』）
武器：双鞭→三叉槍（『5』）→双鞭（『5Special』）
得意武器：双鞭
一人称：俺 / 身長：190cm / 年齢：27歳
孔融、劉繇の部下を経て、孫策との互角の一騎討ちを演じた後は孫呉の一員として活躍する猛将。
義理堅く忠義を重んじ、己の武を振るうのが自らの道と考えている。敵に対して「（打ち）砕く」といった表現を好む一方で、正史で得意とされていた弓術に関する描写はない。
衣装は無印では黒、『真』に移行後は一貫して赤の重装の鎧に身を包む。
呂蒙（子明）（『真・三國無双』より参戦）
声：堀之紀→奥畑幸典（『ORIGINS』）
キャッチコピー：
知勇を兼ね備えた呉の謀将（『2』）
刮目せよ この漢 智勇に死角無し（『3』）
智勇に死角無し（『4』）
智勇兼備の名将（『4猛将伝』）
知勇の士、日々に更なる高みへ（『7』）
知勇の士（『6』『8』）
武器：鳳嘴刀→戟（断戟）（『2』）
得意武器：戟
一人称：俺 / 身長：181cm / 年齢：29歳
早世した周瑜・魯粛らの後を継ぐ孫呉の都督の一人。元は武勇一辺倒の無骨者だったが、主君や同僚に兵法学問の必要を説かれたのを契機に努力と研鑽を重ね、瞬く間に文武両道の名将へと変貌を遂げていった。孫呉の宿願である荊州奪還作戦の総指揮を委ねられ、命を賭した決戦のもと樊城に関羽を破り、味方を勝利へと導いた殊勲者となる。
前任の魯粛とは逆に劉備との和平路線には懐疑的。その一方で陸遜を誰よりも評価し目をかけて指導を行うほか、甘寧と凌統の確執を宥め和解を勧める等、分け隔てなく周囲に気を配れる人格者でもあるという、孫呉に尽くす思考の持ち主。
当初はポニーテールだったが、『5』以降は落ち着いた1つ結びになっている。『8』では後ろ髪がなくなりセミロングになった。
黄蓋（公覆）（『真・三國無双2』より参戦）
声：稲田徹
キャッチコピー：
呉三代に仕え、武人の生涯を貫く（『2』）
武の生き字引 大河をも燃やす（『3』）
練達の武 三代の志を支える（『4』）
孫家三代に尽くす老将（『4猛将伝』）
練達の宿将、三代の志を支える（『7』）
練達の宿将（『6』『8』）
武器：鉄鞭→重棒（『5』）
得意武器：砕棒→鉄舟（『6Empires』）→砕棒（『8』）
一人称：わし、俺 (『ORIGINS』) / 身長：187cm（『3』の公式設定資料集では177cmと誤植） / 年齢：55歳
孫堅・孫策・孫権の孫呉三代に渡って仕えた古参の宿将。彼の死後は孫策・孫権の兄弟を全力で支え、彼等兄弟が偉大な父を追うように成長する姿を、あたかも自分の孫に接するように暖かく見守っている。
孫呉の命運を賭けた赤壁の戦いでは自らも渾身の策略に身を投じ、「苦肉の策」により曹操の目を欺いて自らの火計を見事成功させた。
老境に達しながら筋骨逞しい頑強な肉体を誇り、気概は壮年の頃から全く衰えを見せない。『5』以降は白髪・白髭になるなどより老将らしくなっている。『8』では程普が登場したことにより、やや黒めな白髪となった。『6』からは無双乱舞でプロレスのフィニッシュホールドのような強烈な投げ技を繰り出すようになった。
周泰（幼平）（『真・三國無双3』より参戦）
声：石川英郎
キャッチコピー：
一閃の刃 その軌跡に忠義が迸る（『3』）
静かなる忠義（『4』）
古傷は忠誠の証（『4猛将伝』）
その刃、熱く静かに忠義を乗せて（『7』）
静かなる刃（『6』『8』）
武器：弧刀→刀（『5』）
得意武器：弧刀
一人称：俺 / 身長：200cm / 年齢：25歳
元水賊だが孫策の人柄に惚れて呉に帰順し、それ以来は弟君の孫権に絶対の忠誠を誓い、彼の身を常に案じる側近の武将となる。
無口で必要な事以外話さないため近寄りがたい雰囲気を持つが、冷静沈着に状況を把握できる。
負傷してもなお任を全うし、体の随所に傷跡が見受けられているが、同僚からは「名誉の傷」と讃えられている。シリーズを通して、少し赤が入った黒色の鎧に身を包んでいるほか、目元がほとんど隠れた兜などの被り物を着用している。
凌統（公績）（『真・三國無双4』より参戦）
声：松野太紀
キャッチコピー：
軽やかな武に 情熱を秘め（『4』）
軽やかに敵陣を突く（『4猛将伝』）
涼やかなる武、忠義を秘めて駆ける（『7』）
憎めない皮肉屋（『6』『8』）
武器：両節棍→戟（『5』）→三節棍（『5Special』）
得意武器：両節棍→三節棍（『7』）→両節棍（『8』）
一人称：俺 / 身長：187cm / 年齢：24歳
父・凌操とともに孫呉に仕える若武者。右目の下にほくろがあり、タレ目。ポニーテールと軽装が特徴で、多節棍と足技を主体にした技が得意。
普段はひねくれた態度を取り皮肉を好むが、忠義に篤く信義を重んじる。夏口の戦いで父を殺した甘寧を恨んでいたが、共に戦う中で関係に少しずつ変化を見せていく。甘寧の死後は彼の分まで背負って生きていくことを決意した。
『4』でのエンディングや『7』将星モードの会話を見る限りでは碁を嗜んでいる。
孫策（伯符）（『真・三國無双2』より参戦）
声：河内孝博
キャッチコピー：
短期間で江東の地に名を馳せた青年武将（『2』）
尚武の魂 戦場熱く焦がす（『3』）
尚武の魂、戦場熱く焦がす（『4』）
血気盛んな小覇王（『4猛将伝』）
快活なる炎、その命を燃やし輝く（『7』）
快活なる炎（『6』『8』）
武器：旋棍→槍（『5』）
得意武器：旋棍→大鍘刀（『8』）
一人称：俺 / 身長：176cm / 年齢：26歳（『3』の公式設定資料集では24歳と誤植）
孫堅の嫡男で、孫権と孫尚香らの兄。孫堅が遺した一族・武将らを再び率いて群雄として再起し、その快進撃ぶりから「小覇王」と讃えられる。
人間的な魅力に溢れた明朗快活な熱血漢だが、情熱の赴くままに邁進するため生き急いでいると見られることも多い。何事にも感情任せなため、牙を隠す父に疑問を抱く場面も。
周瑜は義兄弟であり、感情に任せて猪突猛進しがちな自分を冷静に補佐してくれるかけがえのない親友でもある。最愛の妻・大喬を心から大切に思っており、自分のために無茶をしていないか心配もしている。
孫堅と同じく、シリーズによっては三国鼎立まで生きているストーリー展開もある。また、シリーズ通して軽装であることが多い。
孫権（仲謀）（『真・三國無双』より参戦）
声：菅沼久義
キャッチコピー：
父と兄の志を継いだ呉の主（『2』）
尚武の孫呉 その未来を託される者（『3』『4』）
治世を築いた名君（『4猛将伝』）
雄々しき虎、三代の志に吼える（『7』）
雄々しき若虎（『6』『8』）
武器：長剣→積刃剣（『3』）→剣（『5』）
得意武器：刀→焔刃剣（『7Empires』）
一人称：私 / 身長：178cm / 年齢：24歳（『3』の公式設定資料集では28歳と誤植）
孫堅の次男で呉の初代皇帝。兄の早世を受け若くして呉の将来を双肩に担うことになるが、父兄の遺した文武の将の補佐を受けて最大の危機であった魏との赤壁の戦いで見事勝利を収め、のちの呉王朝の基盤を築くことに成功する。
父や兄の勇猛果敢な姿を見てきたため最初は自信が持てずにいたが、兄妹や部下に支えられ立派な君主に成長していく。本人は情熱的で血気盛んな性格だが、強かな外交巧者であり人の和を保つ術を孫策に「自身に勝る」と評価され、曹操をして「息子に持つなら孫仲謀」と称えられる。
『5』以降の作品では顎髭を剃っている他、天下の情勢に関して三国鼎立の世そのものに平和への道を見出すなど、他の君主とは大きく異なる理想を持っていることが描写されている。
小喬（『真・三國無双2』より参戦）
声：嶋方淳子
キャッチコピー：
姉とともに「二喬」と称される美貌の持ち主（『2』）
戦の意味を知らず ただ愛する者のため（『3』）
愛しき者の傍らに咲く（『4』）
戦場に咲く可憐な花（『4猛将伝』）
無垢なる花、愛おしき者の傍らに咲く（『7』）
無垢なる花（『6』『8』）
武器：扇
得意武器：鉄扇→双扇（『7Empires』）
一人称：あたし / 身長：160cm / 年齢：16歳
喬玄の娘。周瑜の妻となる。姉の大喬と「江東の花の二喬」と称えられるほどの美少女。
無邪気で活発な性格だが世間知らずな面がある。幼い言動が目立ち、周瑜や大喬を困らせることも少なくないが、彼らを大切に思っている。時にはその言動で心労が絶えない夫を和ませることも。戦場においても遊び気分でいる節があるため、物怖じせず出る勇ましさを見せている。
大喬（『真・三國無双2』から『4』までと『6』以降に参戦）
声：嶋方淳子
キャッチコピー：
月も光を消したといわれる絶世の美女（『2』）
清廉の花 戦場に香る（『3』）
英雄を支える強く儚き花（『4』）
戦場に咲く可憐な花（『4猛将伝』）
英雄を支える儚くも強き花（『7』）
儚くも強き花（『6』『8』）
武器：扇→双杖（『MULTI RAID 2』）
得意武器：鉄扇→双杖（『6Empires』）→双扇（『8』）
一人称：わたし / 身長：160cm / 年齢：17歳
喬玄の娘で、孫策の妻となる。妹の小喬と「江東の花の二喬」と称えられるほどの美少女。その美貌は「月も光を消し花も恥じらう」と例えられた。
優しい性格で争いを好まないが芯が強く、時折控えめな自分を励ましたり、周囲が驚く行動に出る場合もある。夫の孫策と婚姻後は、彼を支えたい一心で自らも戦場に赴くようになる。
基本的に身分問わず、他者には敬語を使っている。『2』では活発な性格だったが、『3』以降は上述のような性格になり小喬と区別が図られるようになった。
孫策死後は登場しない場合が殆どだが、『2』では石亭謀略戦、『3』では夷陵の戦い、『6猛将伝』や『8』では赤壁の戦いに登場する。
周瑜・孫権・孫尚香の義姉にあたり、『6』以降は三人から「義姉上」「義姉様」と呼ばれている。
丁奉（承淵）（『真・三國無双6』より参戦）
声：中尾良平
キャッチコピー：
堅強なる巌、愛しき風景を胸に（『7』）
孫呉一のこわもて（『6』『8』）
得意武器：鬼神手甲→断月刃（『6Empires』）→鬼神手甲（『8』）
一人称：某（それがし） / 身長：210cm
孫呉中盤から長期に渡って活躍した猛将。
民間伝承からか、石つぶての名手で、異様に腕が太く強面で周囲から恐れられる風貌をしている。
外見とは対照的に美しい風景を愛する詩人であり、「〜の如く」と表現する癖を持つ。甘寧に尊敬の念を抱いている。
練師（『真・三國無双6』より参戦）
声：神田朱未
キャッチコピー：
守り人、優しき腕で虎を支えん（『7』）
麗しの守り人（『6』『8』）
得意武器：弩→鴛鴦鉞（『7Empires』）
一人称：私 / 身長：165cm
歩騭の娘（8では縁者）で、孫尚香に仕える女官。孫策の死後、兄の死に意気消沈する孫権を叱咤激励して支える。後に孫尚香が劉備と結婚した時を同じくして、女官の任務を離れ孫権の元に残る。
非常に嫋やかかつ理知的な性格である。史実では没年は孫権より早いが、無双シリーズでは丁奉と共に孫権死後である時代のステージにも登場し、衰退していく呉を最期まで支えるナンバリングもある。
魯粛（子敬）（『真・三國無双7』より参戦）
声：楠大典
キャッチコピー：
威風堂々の好漢、新しき天下を描く（『7』）
威風堂々の好漢（『8』）
得意武器：九歯鈀
一人称：俺 (『ORIGINS』では孫権に対して『私』) / 身長:190cm
周瑜の後を継いた都督。漢王朝の復興が第一とされていた時代に、天下二分の計を唱える。
性格は豪胆で堂々としている。赤壁以降では周瑜の補佐を務め彼の信頼を得た他、呂蒙や陸遜といった自身の後継者の成長を見守っている。
赤壁の戦いにおいて援軍として訪れた劉備たちを高く評価し、赤壁以後も親蜀の立場をとり孫尚香と並んで両国を取り持つことも。しかし、諸葛亮に対しては警戒をしている。
陸遜によれば、若年の魯粛は「やんちゃ」だったことをうかがわせるやり取りがある。
韓当（義公）（『真・三國無双7』より参戦）
声：田中秀幸
キャッチコピー：
三代を影から支える戦巧者（『7』）
ぼやきの戦巧者（『8』）
得意武器：短戟
一人称：俺 / 身長:172cm
遼西郡出身の下働きであったが、孫堅に見出され、黄蓋同様に孫家三代に仕えた宿将。その後長年に渡って呉の水軍の一翼を担い、戦友の黄蓋と共に多大な戦果を上げる。
孫呉を影から支える日陰者であることが禍いし、宿将ながら時に周瑜達のみならず兵卒からも存在を失念されることがあり、本人も気にしている。
孫堅の時代から仕えた武将の中では最も長く生きて孫権を陰ながら支え続けた。
朱然（義封）（『真・三國無双7 猛将伝』より参戦）
声：柿原徹也
キャッチコピー：
次代の武、紅蓮の闘志を燃やし（『7』）
逆転の火付け役（『8』）
得意武器：火焔弓→棍（『8』）、三結棍（『8』DLC）
一人称：俺 / 身長：168cm
孫権の学友であった将。若くして抜擢を受け、孫呉の未来を担う将として周囲の期待を集めている。夷陵の戦いの後、魏の三路侵攻で窮地に陥った江陵を見事守り抜き、天下にその実力を知らしめた。
言動の各所に「火」に関連する言い回しが多く、火を用いた戦術への執着も大きい。陸遜と意気投合しており、同時に彼に対抗心を抱いている。
程普（徳謀）（『真・三國無双8』より参戦）
声：谷昌樹
キャッチコピー：辛口の人格者
得意武器：双矛
一人称：我輩 / 身長：180cm
黄蓋・韓当と共に孫家三代を支えた宿将。孫呉の領地拡大と安定に尽力し貢献した。勇猛な武人として長く前線で戦っただけでなく、年長者として参謀的な役割も果たした。
初期は孫策の片腕的な存在だった周瑜を快く思っておらず、厳しい言葉を投げかける場面が多かったが、次第に彼の才能を認め、周瑜の死後には「おぬしのような名酒には、二度と出会えんかもしれん……」という言葉を残した。
徐盛（文嚮）（『真・三國無双8』より参戦）
声：新垣樽助
キャッチコピー：硬派な快男子
得意武器：双流星
一人称：自分、俺 / 身長：188cm
人材を求めていた孫権に、招かれて家臣となった将。赤壁や合肥攻略、荊州攻略などに従軍し、曹丕の呉攻めの際には、偽の城や城壁で魏軍を退けるなど、長く前線で活躍した。
過去に故郷を失った経験があり、特に防衛戦では他の武将よりも強い意気込みをもって挑んでいる。
道理を大切にしているようであり、「筋を通す」といった言葉を度々使用している。

#### 蜀
イメージカラーは緑。象徴は龍。『6』以降、風や雷といった属性の攻撃を持つ武将が多い。
趙雲（子龍）（『三國無双』より参戦）
声：小野坂昌也→田邊幸輔（『ORIGINS』）
キャッチコピー：
孔明に愛された蜀の五虎将の一人（『2』）
戦場を駆け抜ける青龍（『3』『4』）
冷静沈着、誠実なる勇将（『4猛将伝』）
若き龍、仁の光に導かれて（『7』）
仁に惹かれる若き龍（『6』『8』）
武器：直槍
得意武器：槍→龍槍（『6猛将伝』）
一人称：私 / 身長：185cm / 年齢：24歳
「真・三國無双シリーズ」の顔とも言えるキャラクター。『4』以降の無印ゲームにおいて、オープニングムービーで人間離れしたアクションを披露する。
文武に優れ忠義に篤い若武者であり、性格は穏やかだか戦場では超人的な槍捌きを見せる。袁紹・公孫瓚の陣営と各地を転戦していたが、劉備の人柄に惚れ込みその配下となる。後に「五虎将」に数えられ、終生蜀を支え続けた。
かつて長坂の万軍の中より救い出した劉備の子・阿斗からは命の恩人として、星彩からは文武の師匠として慕われている。
毎シリーズ、蜀のメインカラーの緑より白や青（『5』以降は青緑）の割合が多い鎧を纏っている。
関羽（雲長）（『三國無双』より参戦）
声：増谷康紀
キャッチコピー：
桃園の誓いを生涯貫き通した義将（『2』）
蜀の武を支える不動の軍神（『3』『4』）
忠義に篤い軍神（『4猛将伝』）
軍神、その刃に宿るは義（『7』）
義の刃を持つ軍神（『6』『8』）
武器：偃月刀
得意武器：戟→偃月刀（『6猛将伝』）
一人称：拙者 / 身長：207cm / 年齢：30歳
「桃園の誓い」で劉備・張飛と義兄弟になり、後に「五虎将」の筆頭にも挙げられた武将。武人でありながらも学問にも長けるなど文武両道な人物であり、何より劉備への義を重んじる。「軍神」もしくは「美髯公」と称される。
誇り高い生き様は敵対する魏の君主・曹操からも部下として迎え入れたいほど評価され、張遼や徐晃達からも尊敬を受けているその一方で、夏侯惇からは一方的に敵愾心を受けたり、晩年は心無い部下から「横柄」と離反され窮地に陥るなど彼の生き様を理解できない者もおり、良くも悪くも周囲の人物に影響を与え続ける象徴となっている。関平の義父、関興・関索・関銀屏の実父として、子供の成長していく様を喜ぶ一面も。
呂布死後の時代のステージで敵や味方として現れた場合、赤兎馬に騎乗している（『2nd Evolution』までは呂布生存時のステージでも乗っていた）。また、武器である偃月刀も『5』まではシンプルなデザインであったが、『6』以降は刃にリングが付くなどの派手なデザインになった。
張飛（翼徳）（『三國無双』より参戦）
声：掛川裕彦→福原耕平（『ORIGINS』）
キャッチコピー：

豪放磊落 一騎当千の豪傑（『3』）
戦場を震わせる 当千の豪勇（『4』）
一騎当千の豪将（『4猛将伝』）
無比の豪勇、天下に轟く（『7』）
無比の豪勇（『6』『8』）
武器：蛇矛
得意武器：長柄双刀→双矛（『6猛将伝』）→槍（『8』）、蛇矛（『8』DLC）
一人称：俺、俺様 / 身長：190cm / 年齢：27歳
劉備、関羽と義兄弟になり、後に「五虎将」の一人となる、剛胆で豪放磊落な豪傑。身の丈を超える蛇矛を軽々と振るう怪力を持ち、その武才は関羽と比肩する。
無類の酒好きで短気だが、信義を重んずる一本気な性格。そのため、傍若無人を極める呂布へは強い敵意を隠さない。
『4』で娘の星彩、『7』で息子の張苞が参戦して以降、娘や息子の前で子煩悩な父親の素顔を見せることもある。
諸葛亮（孔明）（『三國無双』より参戦）
声：小野坂昌也→深川和征（『ORIGINS』）
キャッチコピー：
伏竜と呼ばれ蜀を支えた天才軍師（『2』）
神算を操る稀代の智謀（『3』）
神算を操る天才軍師（『4』）
臥龍と称される名軍師（『4猛将伝』）
至高の知、大徳の大志と共に（『7』）
至高の知（『6』『8』）
武器：白羽扇
得意武器：羽扇
一人称：私 / 身長：180cm / 年齢：22歳
「臥龍」の異名を持ち、『三国志』の後半部を代表する軍師。「三顧の礼」の末に劉備に迎えられて蜀の建国に貢献し、終生を彼らの宿願成就やそのひとつである曹魏打倒に捧げた。
礼儀を重んじる丁寧で穏やかな性格だが、すべてを見透かしているかのような言動が多いこともあり警戒心を抱く者も少なくない。
扇からビーム、『5』以降は雷などを放つ（稀に、羽扇を持っていない側の手から撃つこともある）攻撃が特徴。
毎シリーズ、蜀のメインカラーの緑より白の割合が多い衣装を纏っている。
劉備（玄徳）（『真・三國無双』より参戦）
声：遠藤守哉→野島裕史（『ORIGINS』）
キャッチコピー：
漢室復興を唱えた名君（『2』）
その刃に仁の心をのせて（『3』）
大いなる仁 悲しみの乱世を進む（『4』）
志高き大徳の英雄（『4猛将伝』）
大いなる仁、悲しみの乱世を進む（『7』）
大いなる仁（『6』『8』）
武器：長剣→尖剣（『3』）→双剣（『5』）
得意武器：双剣
一人称：私、俺 (『ORIGINS』 ※『私』も用いる) / 身長：174cm / 年齢：31歳
乱世に仁の道を切り開くべく、曹操の覇道に立ち向かわんとする前漢の中山靖王の末裔。固有の騎乗馬として的蘆を持つ。
「大徳」と評されるほど情義に篤く、その度量と人徳によって多くの人間を惹き付けた名君。一方で義弟の関羽、張飛の死に際しては激しく憤り、趙雲や諸葛亮の忠告を聞かずに暴走（「夷陵の戦い」の直前のイベント）するというエゴイストな一面も見受けられる。
『5』以降は三国志演義に準拠して双剣を用いるようになった他、髭がなくなり、少し若い外見になっている。『8』では入蜀後に髭が生える。
馬超（孟起）（『真・三國無双』より参戦）
声：服巻浩司
キャッチコピー：
錦馬超と称えられた漢中の実力者（『2』）
正義を生きる男伊達（『3』）
熱き刃 義を貫くために（『4』）
戦場に炎と燃える闘将（『4猛将伝』）
乱世を貫く熱き魂の刃（『7』）
熱き魂の刃（『6』『8』）
武器：月牙鏜→鉄槍（『2』）→槍（『5』）→大剣（『5Special』）
得意武器：槍
一人称：俺 / 身長：186cm / 年齢：21歳
西涼の雄・馬騰の嫡男。情熱的な若武者で、見事な出で立ちと武者振りから「錦馬超」の異名を持つ。
真っ直ぐな性格と正義感を持ち、己が信じる「正義」の道のために槍を振るう。
父・弟達の仇である曹操への復讐戦に敗れ己を見失うが、劉備と出会い迎えられたことで大義に生きる意義を見出し「五虎将」の一人となる。
『6猛将伝』から登場した王異からは一族が西涼地方の軍閥に滅ぼされたことにより、西涼の有力武将として憎悪の矛先を向けられることになる。
黄忠（漢升）（『真・三國無双』より参戦）
声：川津泰彦
キャッチコピー：
天下一の弓術で名を馳せた老将軍（『2』）
その神弓 老いてなお剛（『3』）
枯れることなき神弓（『4』）
その弓術に並ぶ者なし（『4猛将伝』）
枯れるを知らぬ武人の年輪（『7』）
枯れるを知らぬ武人（『6』『8』）
武器：柳葉刀→盤刀・弓矢（『3』）→刀（『5』）→弓（『MULTI RAID』）
得意武器：弓→朴刀（『8』）、投牙弓（『8』DLC）
一人称：わし / 身長：184cm（『3』の公式設定資料集では188cmと誤植） / 年齢：62歳
老いて益々盛んな歴戦の猛将で、「神弓」と称される弓の名人。劉備の仁徳に感服して魏延と共に帰順、「五虎将」の一人となる。定軍山の戦いでは魏の宿将である夏侯淵を討ち取り、一番手柄を挙げた。
「若い者に負けない」という老境独特の無邪気さと武人としての苛烈さを兼ね揃えた人物だが、自尊心が強く年寄り扱いされることは嫌う。
魏延（文長）（『真・三國無双2』より参戦）
声：増谷康紀
キャッチコピー：
五虎将亡き後の蜀を牽引す!（『2』）
戦場を薙ぐ怪異なる刃（『3』）
異形の刃 劉備の夢に捧ぐ（『4』）
劉備のため刃を振るう（『4猛将伝』）
異形の刃、大徳の夢に捧げて（『7』）
異形の仮面（『6』『8』）
武器：長柄双刀→重棒（『5』）
得意武器：長柄双刀
一人称：我 / 身長：182cm（『3』の公式設定資料集では178cmと誤植） / 年齢：37歳
蜀軍でも異彩を放つ異形の猛将。諸葛亮からはいずれ叛乱に走る「反骨の相」の持ち主として冷遇されており、魏延も諸葛亮に不満を募らせている。一方で、偏見なく自己を受け容れてくれた劉備には恩義を感じており、劉備の死後も彼の理想とした「仁の世」を実現するために諸葛亮からの命令に従順に従っている。
常に恐ろしげな仮面で素顔を覆い、戦場においては野生的な本能を発揮し、肉食獣を想起させる凶暴な武技で敵軍を屠る。未開地の異民族を思わせる片言（「我、戦ウ！敵、倒ス！」というように台詞が漢字以外は片仮名）や、獰猛かつ動物的な行動で敵味方を問わず恐れられている、蜀の中でも異質な存在。
衣装の像には骨と獣が取り入れられるが『5』の鎧と仮面はワニが基となっている。
関平（坦之）（『真・三國無双4』より参戦）
声：中尾良平
キャッチコピー：
次代の武 偉大なる背を追って（『4』）
偉大な父の背を追って（『4猛将伝』）
次代の武、偉大なる背を追って（『7』）
次代の武（『6』『8』）
武器：斬馬刀→戟（『5』）
得意武器：大剣
一人称：拙者 / 身長：176cm / 年齢：19歳
武芸の腕を見込まれ、関羽に養子として迎えられた若武者。誠実で爽やかな好青年で、養父・関羽を強く尊敬しており、また義理の弟妹達のことも同様に実の家族のように思っている。
関羽の境地に少しでも近づけるよう日々休むことなく精進を重ねており、蜀の未来を担う将として嘱望されていたが、陥落する樊城に残り続け若くして関羽と共に戦死することになる。
星彩とは幼馴染で武を競い合う仲でもある。
龐統（士元）（『真・三國無双2』より参戦）
声：河内孝博
キャッチコピー：
孔明と双璧をなす英才（『2』）
乱世に羽ばたく奇才の翼（『3』）
奇才の叡智 飄然と飛ぶ（『4』）
鳳雛と称された奇才（『4猛将伝』）
奇才、乱世を飄然と飛ぶ（『7』）
おどけた奇才（『6』『8』）
武器：杖（幻杖）
得意武器：錫杖→翳扇（『7』）
一人称：あっし / 身長：160cm / 年齢：32歳
諸葛亮の同門。諸葛亮が「臥龍」が称されることに並び、「鳳雛」と称された天才軍師。道士風の外見で隠者の如く常に顔を隠している。飄々とした性格で、君主である劉備に対しても敬語を用いず鷹揚な語り口を用いる。『3猛将伝』では諸葛亮に対抗意識を燃やす様子も。
『5』までは杖から風を放つ技が多かった。深緑を基調とした衣装が特徴だが、『5』『6』『8』では基調となるカラーが白や明るい緑に設定されている。
月英（『真・三國無双3』より参戦）
声：笠原留美
キャッチコピー：
龍とともに天へと昇る風（『3』）
龍とともに天翔ける才（『4』）
龍に見初められし才女（『4猛将伝』）
才媛、龍の傍らで花開く（『7』）
龍の妻（『6』『8』）
武器：戦戈→弓（『5』）→刃弩（『5Special』）
得意武器：棍→戦戈（『NEXT』）→刃弩（『7Empires』） →戟（『8』）
一人称：私 / 身長：169cm / 年齢：23歳
発明の才に長けた諸葛亮の妻。虎戦車や木牛などの兵器開発に携わり、夫の深慮遠謀を陰から支え活躍する。諸葛亮のことを「孔明様」と呼んでいる（『5 Special』のみ、この呼び名はストーリーの途中からとなっている）。
諸葛亮と同じく冷静沈着だが、戦場ではより勇猛果敢に立ち振る舞う。夫亡き後の時代のステージにも登場する。
諸葛亮と同じく服装は白を基調としたものが多い。
『2猛将伝』では護衛兵「近衛隊」の隊員として「黄月英」の名で登場する。
姜維（伯約）（『真・三國無双』から『4』までと『6』以降に参戦）
声：菅沼久義
キャッチコピー：
諸葛亮の志を継いだ大将軍（『2』）
次代を託された麒麟児（『3』）
麒麟児 龍の跡を継がん（『4』）
麒麟児、龍の跡を継ぎ駆ける（『7』）
龍の跡を継ぐ麒麟児（『4猛将伝』『6』『8』）
武器：月牙鏜→槍（『2』）→三尖槍（『3』）→両刃槍（『MULTI RAID 2』）
得意武器：槍→両刃槍（『7』）
一人称：私 / 身長：180cm（『3』の公式設定資料集では183cmと誤植） / 年齢：19歳
元は魏の前線・天水の地で、英明さを知られ「麒麟児」と称えられた若き俊英。蜀の北伐の際に魏の将として敵対するが、その戦いで諸葛亮に才能を認められ、降伏後に弟子に迎えられた。
母親思いの孝子でもあったが、蜀に帰順後は諸葛亮を深く尊敬するとともに漢室復興の大義に目覚め、執拗に魏軍に立ち向かっていくことになる。
大将軍となってからは同じ頃戦場へと現れた鄧艾と戦略で鎬を削り合い、互いに天下統一への最大の障壁と定め合う。
劉禅（公嗣）（『真・三國無双6』より参戦）
声：松野太紀
キャッチコピー
暗愚の烙印を背負った皇帝（『7』）
仁を継ぐもの（『6』『8』）
得意武器：細剣→龍床几（『7Empires』）→細剣（『8』）
一人称：私 / 身長：165cm
劉備の嫡子。幼名は「阿斗」。仁君の誉れ高い父の後継者として、群臣や民衆の過大な期待を背負い蜀の二代皇帝に即位する。
決断に極めて慎重な沈思黙考型の人物で、柔弱で威厳に乏しい外見やマイペースな話し方もあって数多くの人物からは暗君の印象を持たれがちだが、時に核心を突いた鋭い発言も見せる。治世の君主としての器を備えた人物であるが、己の内心をうまく伝えられないことを嘆くこともある。
守り役である星彩から武術鍛錬を受けている。同じ守り役の姜維からはとても信頼されており彼自身も期待しているが、そんな姜維が無謀な北伐を繰り返す事に関しては懐疑的な反応を見せる。
彼の穏やかな器量を認める少ない理解者の一人に司馬昭がおり、また司馬昭の秘める王者の風格を彼も認めている。
星彩（『真・三國無双4』と『6』以降に参戦）

声：野田順子
キャッチコピー：
蜀の未来を担う 若き希望の星（『4』）
ひたむきに戦う少女（『4猛将伝』）
若き守り手、託されし想いのために（『7』）
若き守り手（『6』『8』）
武器：叉突矛+盾
得意武器：盾牌剣
一人称：私 / 身長：165cm / 年齢：19歳
張飛の娘。直情的な父親とは対照的に、冷静で寡黙な美少女。美しい容姿からは想像できない父譲りの武芸を持ち、蜀の未来を背負うと同時に劉備の嫡子・劉禅の守護を使命としている。
武術と兵法の師である趙雲を目標としている。関平とは幼馴染で、『4』では強い絆が描かれている。守り役である劉禅との関係も深く、周囲からは将来は彼の后になると言われている。
張飛の娘で劉禅の后である敬哀皇后または張皇后と設定が一部符合するが、特に直接的な言及はなされていない。彼女が登場するナンバリングにおける事典モードにおいても生没年不詳であるとともに、彼女に関してだけは史書・演義どちらの情報も含まれていない。
参戦していない『5』でも、存在は仄めかされる。
馬岱（『真・三國無双6』より参戦）
声：龍谷修武
キャッチコピー：
道化師、鋭利なる刃を秘め生きる（『7』）
陽気な苦労人（『6』『8』）
得意武器：妖筆→双鉞（『8』）
一人称：俺 / 身長：180cm
馬超の従兄弟。馬超を「若」と呼ぶ。曹操に敗れ故郷の地を追われた後、縁あって馬超とともに蜀に仕えることになる。過去の敗戦や流浪の中で相当な苦労を背負っているが、陽気で飄々とした物言いや人好きのする笑顔はそれらを全く感じさせない。
道化た仕草とは裏腹に武将としての実力は確かで、諸葛亮から姜維同様に信頼を置かれている。冷遇される魏延に同情しその暴走を抑える理解者として立ち回っている。
関索（『真・三國無双6』より参戦）
声：三浦祥朗
キャッチコピー：
若き至誠の武、軍神の影を追う（『7』）
天然色男（『6』『8』）
得意武器：両節棍→飛蹴甲（『7Empires』）→両節棍（『8』）
一人称：私 / 身長：172cm
関羽の三男。真面目でひたむきな性格で物事に懸命に取り組み、人に対しても常に真摯な態度で接する。
頭には花の髪飾りをしている事から「花関索」と称され、色男気質の外見も相まって女性達を中心に人気を集めていた。父と義兄を失った荊州戦後、敵からの追撃を受ける中で鮑三娘と運命的に出会い惹かれあう。
鮑三娘（『真・三國無双6』より参戦）
声：野中藍
キャッチコピー：
天然元気娘、しなやかに戦場を駆ける（『7』）
天然元気娘（『6』『8』）
得意武器：旋刃盤→鴛鴦鉞（『8』）
一人称：あたし / 身長：162cm
三国志を元にした説話『花関索伝』に登場する武門・鮑家の三女。敵に追われて単独で戦っていた関索と「運命の出会い」をし、その縁で蜀に身を置いて共に戦うことになる。
物怖じしない行動的な少女で、猫をモチーフとした攻撃技を持つ。その言動は些かコギャル風なきらいがある。関索の実父である関羽に対しては「お義父さん」と呼んでいるが、関羽は疑問に思っている。
『2猛将伝』『3』では護衛兵「近衛隊」の隊員として名前のみ登場していた。
徐庶（元直）（『真・三國無双6 Empires』より参戦）
声：私市淳
キャッチコピー：
悩める軍師、策と感情の間に（『7』）
悩める軍師（『6』『8』）
得意武器：撃剣→将剣（『8』）、撃剣（『8』DLC）
一人称：俺 / 身長：182cm（『6Empiresコンプリートガイド』では186cmと誤植）
撃剣の使い手にして司馬徽の門下生である優秀な軍師。過去に知人の敵討ちを断りきれずに手伝ってしまい追われる立場となり、その後に武だけでなく学も必要と学問所の門を叩く。その後劉備に一時的に仕え、軍略の重要性を伝え彼らを諸葛亮と引き合わせることになった。
よく言えば謙虚、悪く言えば自分に自信が持てない性格で、言いたい事が言えずに苦悩したり、頼み事を断りきれないことが多々ある。
プレイヤーキャラクターとなる以前の作品では蜀・魏軍所属の一般武将として登場していた。『7』においても、蜀と魏両方のストーリーにおいてイベントに姿を見せる。
『2猛将伝』では護衛兵「蜀護衛隊」の隊員として名前のみ登場していた。
関興（安国）（『真・三國無双7』より参戦）
声：島﨑信長
キャッチコピー：
軍神の後継、蒼穹に羽ばたく（『7』）
涼やかなる軍神の後継（『8』）
得意武器：双翼刀→扇刃（『8』）
一人称：私 / 身長：175cm
関羽の次男。幼い頃より評判が高く、諸葛亮にも将来を嘱望されてきた。若いながら武芸に長け、北伐では義兄弟の張苞と共に活躍する。
知勇を兼ね揃えた天才肌だが、口数が少なく一人考えにふけることが多いため、茫洋としていてつかみどころがない。『7』では父の得物である青龍偃月刀を用いた無双乱舞も持っていた。
張苞（『真・三國無双7』より参戦）
声：阪口大助
キャッチコピー：
太陽の如き青年、豪勇の武を秘めて（『7』）
受け継がれし豪勇の武（『8』）
得意武器：連刃刺→双流星（『8』）
一人称：俺 / 身長：180cm
張飛の息子で父譲りの武の才を持ち、夷陵の戦いから北伐の初期にかけて活躍した。
若手世代では年上である関係上、責任感が強く世話好きな性格であり、関興や妹の星彩に対しては兄らしい振舞いをする。『7』では父の得物である蛇矛を用いた無双乱舞も持っていた。
関銀屏（『真・三國無双7』より参戦）
声：三上枝織
キャッチコピー：
美少女、その細腕に怪力を宿し（『7』）
自覚なしの怪力美少女（『8』）
得意武器：双頭錘→狼牙棒（『8』）、昊転錘（『8』DLC）
一人称：私 / 身長：160cm
関羽の娘で、関平・関興・関索の妹。大変器量が良く、護身術のつもりで習った武芸に才能を発揮する。関平のことは大兄上、関索のことは小(ちい)兄上と呼び、関興のことは普通に兄上と呼ぶ。
細身で華奢な美貌を持ちながらもそれに似合わぬ怪力の持ち主ではあるが、その自覚が皆無なため、力不足を感じる場面では「もっと筋肉を付けなきゃ」と口にしている。
法正（孝直）（『真・三國無双7 猛将伝』より参戦）
声：橋詰知久
キャッチコピー：
徳性なき参謀、仁の下で怪しく輝く（『7』）
すべてに報いる劇薬（『8』）
得意武器：連結布→鋼鞭剣（『8』）
一人称：俺 / 身長：178cm
元劉璋配下であり、劉備入蜀の立役者。謀略に長け、参謀として益州平定を成功させた後、漢中攻略で活躍した。
恩返しや恨みを晴らす事は人として自然な事だと考えている「報いの精神」の持ち主。
性格の悪さを自覚しており、自身を悪党と語る。劉備は「お人好し」としながらも、彼の仁徳と器量を慕う。諸葛亮とは私人として相容れないところがあったが、公の立場としては互いを認め合っていた。
周倉（『真・三國無双8』より参戦）
声：沢城千春
キャッチコピー：天下最速の怪力従者
得意武器：大鍘刀
一人称：俺 / 身長：181cm
黄巾党・張宝の元部下。山賊に身を落としていたが、関羽と再会してその従者となった。赤兎馬に匹敵する俊足を誇る武将。関羽のことを『親分』と呼び慕っている。同じく関羽を慕う関平とは戦友以上の絆で結ばれている。
趙雲には仕官直前の折り、共に劉備へ従属する筈だった裴元紹を賊と間違えられて討たれ、自身も危うく斬られそうになった経緯から誤解が解けた後も苦手意識を持ち続けている。
俊足の秘密には様々な逸話が用いられ、当シリーズでは「足裏の三本の毛」が採用されている。
本来は『8』の追加キャラクターとして開発されていたが、コーエーテクモゲームスのクロスオーバー作品である『無双☆スターズ』に先行して登場した。
夏侯姫（『真・三國無双8』より登場、追加シナリオパックでプレイアブル化）
声：御沓優子
キャッチコピー：内気な深窓の姫君
得意武器：盾牌剣
一人称：私 (わたくし) / 身長：155cm
張飛の妻。夏侯淵の姪で、夏侯覇の従妹でもある。内気で恥ずかしがり屋。人目を忍んで森へ遊びに出かけた際に張飛と運命的な出会いを果たす。最初は、迷子になった自身を善意で保護してくれた張飛を、対立勢力同士とも知らず恩返しの為について来たが、事態が発覚しても、彼との一時が忘れられず、裏切りと謗られる覚悟で劉備軍との合流を果たす。曹操軍との戦いや出自故の疑惑の目にも臆さず、やがて蜀の仲間のみならず魏に残した親族にも、ひたむきさを認められ、張飛と結婚。新たな門出を祝福され、張苞と星彩を生む。

#### 晋
『6』より登場した新勢力。イメージカラーは水色。象徴は麒麟。
五丈原の戦い以降の魏の武将で構成され、魏内部での権力闘争を経て天下統一に乗り出す。
司馬懿（仲達）（『真・三國無双』より参戦）
声：滝下毅→置鮎龍太郎（『7Empires』以降）
キャッチコピー：
策略わきでる三国最後の勝利者（『2』）
深謀 次代を見据えて蠢く（『3』）
鬼才の神謀 迸る（『4』）
神算鬼謀の名軍師（『4猛将伝』）
鬼才の知謀、野心を胸に秘し（『7』）
野心秘める鬼才（『6』『8』）
武器：長剣→黒羽扇（『2』）→鉄糸（『5』）
得意武器：羽扇→拂塵（『7』）→羽扇（『8』）
一人称：私 / 身長：177cm / 年齢：24歳
曹操に才能を見出され配下となった軍師。激情家で自尊心が高いが、それを押さえ込める知謀と冷静な判断力も持つ。
曹操、曹丕のような有能な人物には従うが、曹爽などといった権力の座にありながらそれに見合わぬ無能の者達を「凡愚」と呼んで蔑み、これらの掃滅のため次代の覇権を志すようになった野心家でもある。
「馬鹿めが！」「凡愚」の台詞と、「フハハハハ！」と高笑いを発しながら大技を繰り出すのが特徴。曹丕からは「仲達」と呼ばれ、信頼の深さがうかがい取れる。『7』から登場する妻・張春華には頭が上がらない恐妻家の一面があり、正始の変で曹爽を暗殺した後の隠居の一因となっている。『8』では領土内の民から「おしどり夫婦」と呼ばれていたり、夫婦としての絆を感じさせられるムービーも用意されている。
『5』までは諸葛亮との知恵比べが描かれていたが、『6』では所属勢力が魏から晋へと変更され、晩年の魏で息子らと共に台頭していく場面がクローズアップされるようになっている。
『7』の発売直後に担当声優だった滝下が事故死したため、コーエーテクモは歴代の司馬懿をデザインした追悼壁紙を配布している。
司馬師（子元）（『真・三國無双6』より参戦）
声：置鮎龍太郎
キャッチコピー：
典雅なる貴公子、天命の在り処を求め（『7』）
天命なき天才（『6』『8』）
得意武器：細剣→迅雷剣（『6Empires』）
一人称：私 / 身長：180cm
司馬懿の嫡男として怜悧な才知を備える眉目秀麗な天才。乱世の「頂点」を目指し、父から受け継いだ権力を基盤に魏の社稷を簒奪する計画を推進するが、尊大な野心と自負心が禍し、抵抗勢力との抗争に明け暮れることになる。
史実では目に悪性の瘤があったとされているが、本作では敵から顔に傷を受けたことにされており、あるステージからはそれを覆うための仮面を着けている。
固有技はすべてが赤色と漆黒のエフェクトを持つ。また肉まんが大好物。
司馬昭（子上）（『真・三國無双6』より参戦）
声：岸尾だいすけ
キャッチコピー：
三国の命運を握る風来者（『7』）
奔放な次男（『6』『8』）
得意武器：刀→烈撃刀（『7』）→刀（『8』）
一人称：俺 / 身長：190cm
司馬懿の次男・司馬師の弟で、後の晋の皇帝となる司馬炎の実父。兄の没後に魏の実権を握り、蜀軍を下した。
「めんどくせ」が口癖の奔放な怠け者で、周囲からは完璧な兄と比べやや頼りないと見られているが、その実天下の大局と物事の本質を見極める眼力を秘めている。
兄の死により魏を指揮する立場となると覚悟を決め、悩みながらも苦難を乗り越え時間の経過とともに王者としての風格を醸し出すようになる。

衣装は大雑把な性格を示すような胸襟が大きく開いたデザインとなっていることが多い。
鄧艾（士載）（『真・三國無双6』より参戦）
声：小原雅人
キャッチコピー：
盤石の勇、淡々と戦場を見据え（『7』）
叩き上げ将軍（『6』『8』）
得意武器：螺旋槍→螺旋弩（『7Empires』）→大斧（『8』）
一人称：自分 / 身長：200cm
もとは魏の文官だったが、司馬懿にその才を見出されて武将として重用され、対蜀戦線で活躍を繰り広げる。地図の読み書きを好み、それが高じて地形を利用した戦法を得意とする。
野戦の指揮官を思わせる無骨な風貌と性格。武勲を争うライバルである鍾会とは様々な点が対照的。
蜀の大将軍となった姜維とは互いに実力を認めるライバルだが、彼の執念に感服しつつも悲痛な覚悟に憐れみを抱いている。
彼のいかにも武人向きの筋骨は文官から転向後に得た体躯であることが『8』鄧艾ストーリー冒頭からの司馬懿の言にて明かされ、将に推挙した司馬懿当人も彼が鄧艾であると最初気づけずに驚愕する程の変貌だったらしい。
王元姫（『真・三國無双6』より参戦）
声：伊藤かな恵
キャッチコピー：
真理を見抜く活眼の美姫（『7』）
活眼の美姫（『6』『8』）
得意武器：鏢
一人称：私 / 身長：160cm
王粛の娘であり、「男として生まれていれば」と祖父に惜しまれた才能を持つ。
目下の者に優しく接する反面、身内への苦言は容赦がない。高い素質と実力を持ちながら本気を出さない司馬昭には、常に小言を言いながらも放っておけない。
元々は司馬懿の発案で司馬昭のお目付け役として迎えられていたが、次第に距離を縮めていくことになる。
鍾会の野心を早くから警戒しており、双方とも互いを快く思っていない。
鍾会（士季）（『真・三國無双6』より参戦）
声：会一太郎
キャッチコピー：
恐れを知らぬ早熟の策士（『7』）
早熟の策士（『6』『8』）
得意武器：飛翔剣→扇刃（『8』）
一人称：私 / 身長：175cm
端整な美貌と明晰な頭脳を持つ名門出身者で、幼少より英才教育を受けており若くして台頭した。上昇志向が強く、後に野心が高じて司馬昭への反乱を起こし、独立を企んだ。
絵に描いた様なナルシストで、自らを「選ばれた人間」と称して憚らない尊大さゆえに古参の将からの人望は極めて薄い。とりわけ鄧艾に対しては武勲を争うライバルとして一方的に敵愾心を抱いている。
手柄を争わない一般兵に対しては才が無いことを憐れみつつも優しく接しているようで、部下からは「悪い人ではない」と擁護されている。
なお、『6』オフィシャル設定集のインタビューによると公式で「残念なイケメン（外しキャラ）」認定されている模様であり、『無双OROCHI2』といった外部出演作を含め、史実や本編から外れた番外ステージではそういった役回りが目立つ。
諸葛誕（公休）（『真・三國無双6』より参戦）
声：桐本琢也
キャッチコピー：
狗と呼ばれた堅物（『7』）
ガチガチの堅物（『6』『8』）
得意武器：羽扇→短鉄鞭（『7』）→羽扇（『8』）
一人称：私 / 身長168cm
傑物揃いの諸葛一門の出身で、理想主義の生真面目な堅物。真面目過ぎて子供に懐かれなかったり、視野が狭かったりする欠点もあるが、それでも民衆・兵卒等下からの人望に篤く一門の名に恥じない逸材。
「魏の狗」と評されていることに強い劣等感を持っているが、その才を認める司馬師に対しては心服している。
一方で性格的にも正反対の司馬昭とは軋轢があり、やがて反司馬派の干渉も一因となり呉と組んで反乱を起こすことになる。文鴦の父・文欽とはたびたび利害上絡むことになるのだが、こちらとも犬猿の仲。
『2猛将伝』『3』では護衛兵「魏護衛隊」の隊員として登場する。
夏侯覇（仲権）（『真・三國無双6』より参戦）
声：赤羽根健治
キャッチコピー：
鎧武者、足取り軽く乱世を渡る（『7』）
童顔の鎧武者（『6』『8』）
得意武器：大剣→破城槍（『6Empires』）→大剣（『8』）
一人称：俺 / 身長：160cm
夏侯淵の息子。夏侯一族の将として期待を集めていたが、相次ぐ魏の政変でその立場を危惧し、蜀に亡命する。父と逆で郭淮とは反りが合わないが、司馬昭とは友人関係にあり、そして皮肉にも姜維ともウマが合う。
父譲りの陽気な性格の持ち主。切羽詰まった時に「いやいやいや」で返す点も共通。
一方で小柄な背丈と童顔を気にする臆病な一面もあり、戦場では重厚な甲冑で身を固めている。晋所属の武将になっているが、史実通り蜀に降るストーリーやそのカラーデザイン（コスチューム）も描かれている。
『2猛将伝』では護衛兵「魏護衛隊」の隊員として登場する。
郭淮（伯済）（『真・三國無双6』より参戦）
声：蒲田哲
キャッチコピー：
病弱な忠臣、執念の灯を燃やし（『7』）
病弱な忠臣（『6』『8』）
得意武器：連弩砲→射刃槍（『8』）
一人称：私（わたくし） / 身長：176cm
対蜀方面で実績を重ねた歴戦の将。しかし病弱なため血色が悪く体格も貧相で、常に咳き込んでいる。
旧上官である夏侯淵や、謀反人の一族として罪人とされそうになった妻を匿ってくれた司馬懿に恩義を感じており、魏への忠誠は厚く、それゆえに魏を裏切って蜀に亡命した夏侯覇を許せないでいる。
一方、同じく蜀に下り諸葛亮の遺志を継いで無謀な北伐を敢行する姜維には、敵ながらに同情の念を抱いている。
賈充（公閭）（『真・三國無双7』より参戦）
声：高橋広樹
キャッチコピー：
冷酷なる懐刀、陰謀の闇に閃く（『7』）
冷酷なる懐刀（『8』）
得意武器：舞投刃→射刃槍（『8』）
一人称：俺 / 身長：185cm
魏の名臣・賈逵の子だが、国への忠節よりも司馬氏台頭を支持し、司馬昭の腹心として暗躍した武将・政治家。司馬昭とは曹操と夏侯惇と同じように、「子上」と字で呼び対等の立場で口を利くなど、配下よりも戦友同等として接している。
顔色は蒼白気味で、黒をメインにした服装を着用。「くくく…」と時折不気味に笑い声を発することも。
司馬懿・司馬師と同様、身分不相応な人物には容赦が無い冷酷な性格。また司馬昭に「王道」を求め魏を支配することを望み、彼のために汚れ役を一身に引き受ける「闇」のような存在でもあり、彼に信頼を寄せている司馬昭も畏怖の念を抱いている節がある。
文鴦（次騫）（『真・三國無双7』より参戦）
声：小野友樹
キャッチコピー：
運命に翻弄される新世代の雄（『7』）
英雄の影を追う若武者（『8』）
得意武器：擲槍→大鍘刀（『8』）
一人称：私 / 身長：198cm
魏将・文欽の息子。本名は文淑で、幼名の阿鴦から来た名前を用いる。反司馬派である父に協力する形で魏軍と戦うが、次第に道を違えてゆく父を見かねて投降を決意し、文欽の死後に魏軍に戻ることになる。
並外れた武勇の持ち主で、戦場での活躍は名将・趙雲を髣髴とさせると絶賛され、彼自身も趙雲に憧れている。
史実では司馬昭には快く思われていないが、本作では文鴦自身は司馬氏寄りの立場をとっている。
張春華（『真・三國無双7』より参戦）
声：浅野真澄
キャッチコピー：
妖艶なる良妻賢母、その愛（『7』）
恐怖の良妻賢母（『8』）
得意武器：蟷螂鉄糸→鋼鞭剣（『8』）
一人称：私 / 身長：170cm
司馬懿の妻で、司馬師と司馬昭の母。司馬懿のことは「旦那様」と呼ぶ。正始の乱の後、子供達の成長を促すため、夫・司馬懿に隠居を勧める。
常に笑みを絶やさず良妻賢母として名高いが、怒らせると怖いと家族からは恐れられており、司馬家を影から支配しているとも噂される。王元姫のことを殊の外気に入っており「こんな娘が欲しかった」と息子達と比べることも多い。
『6Empires』にてエディット武将命名キャンペーンにおいて選ばれ、『7』より新たにデザインされ参戦した。
辛憲英（『真・三國無双8』より参戦）
声：下地紫野
キャッチコピー：陽だまりの賢女
得意武器：大鉞
一人称：私 / 身長：170cm
魏の重臣である辛毗の娘。辛敞の姉で、羊祜の叔母。助言によって幾度も家族を救うなど、聡明で洞察力に優れている。
乱世という時代であるからこそ皆が笑顔になれることを信条に、日常では他人を笑わせることに余念がない。時折オヤジギャグを発して辛毗や曹操らを面食らわせている。

#### 他の勢力
他勢力カテゴリ全体のカテゴリカラーは黄だが、勢力ごとのイメージカラーがそれぞれ存在する。黄でないものは、呂布勢力は白（『3』『4』）→黒（『5』以降）、董卓勢力は紫、南中勢力は紫（『4』まで）→橙（『6』以降）。
貂蝉（『三國無双』より参戦）
声：小松里歌→上田瞳（『ORIGINS』）
キャッチコピー：
二人の豪傑の心を掴んだ三国一の美女（『2』）
麗しの歌姫 その舞は漢を動かす（『3』）
佳人、策謀の間に舞う（『4』）
妖艶なる舞姫（『4猛将伝』）
佳人、策謀と愛の間に舞う（『7』）
策謀の舞姫（『6』『8』）
武器：双錘→多節鞭（『5』）→剣（『ORIGIN』）
得意武器：多節鞭
一人称：私（わたくし） / 身長：168cm / 年齢：19歳（『3』の公式設定資料集では18歳と誤植）
絶世の美女と称えられる舞姫。養父・王允の董卓誅殺計画の為に呂布を誘惑するが、いつしか心は策を離れ本当に彼に惹かれてしまい、修羅道を辿る彼に常に寄り添い無償の愛を捧げ続ける。
養父の計画のためなら心が汚れる事も厭わないが、性格自体は清楚で争いを好まない。音楽を嗜み、休息中は二胡を奏でる描写がある（『2』の虎牢門の戦い直前、『5』のオープニングなど）。
シリーズ初期は董卓勢力所属であり、呂布勢力が初登場した『3』は両陣営のストーリーで操作可能。『4』以降から明確な呂布勢力となる。
『5』以降の衣装デザインは露出度が高めになっており、呂布軍の黒色もしばしばとりいれられるようになった。
呂布と共に登場することが多く、呂布より先に彼女を撃破すると、呂布が激高して強化されるというイベントが起こることが多い。
『ORIGINS』では義父の為に戦う事に全てを捧げているといった面が強くなり、冷静な雰囲気となった。これまであった呂布との絡みはほとんど無くなり、暗殺時に少し会話をする程度のシーンしかない。
呂布（奉先）（『三國無双』より参戦）
声：稲田徹
キャッチコピー：
英雄豪傑! 幾多の戦いに勝利した天下無双の飛将軍（『2』）
武を奉じ 戦に生きる ただ最強の漢たらんと（『3』）
武を奉じ 戦に生きる 最強の漢（『4』）
天下無双の豪傑（『4猛将伝』）
暴威、秘めるは純粋なる武と愛（『7』）
最強の鬼神（『6』『8』）
武器：方天画戟→十字戟（『5』）
得意武器：方天戟
一人称：俺 / 身長：208cm / 年齢：29歳
愛馬・赤兎を駆り方天画戟を自在に振るう天下無双の武人。外見は筋骨隆々・威風堂々とした偉丈夫で「鬼神」と渾名され、登場する他の武将達とは一線を画する武勇を誇る。本シリーズでの最強キャラクターに位置付けられており、敵として対峙した際の専用BGMが流れ、一部呂布軍シナリオにおいては自軍のテーマとしても聴ける。
己の「武」により自己を最強の存在と証明することにのみ邁進し、強者と闘い勝利することを無上の喜びとする唯我独尊・傲岸不遜な人物。人倫や忠孝などの道徳観念に縛られることは全くないため、丁原・董卓といった主君や恩人を裏切ることに一切躊躇いを感じておらず、群雄の嫌悪や憎悪を一身に集めている。
一方で貂蝉の献身には愛で応え、張遼をはじめとして彼の武に惹かれる者も存在するなど、奥底には人間らしさも秘めている。陳宮の策は煩わしく感じる傾向が強いが、作品によっては信頼を寄せる場合もある。自ら戦場に躍り出る実娘の呂玲綺に対しては複雑な感情を表しており、不器用ながら父として何かと心配しているような描写がみられる。
『3』にて董卓所属から呂布勢力の君主に変更され、『4』以降シリーズで彼の生涯がクローズアップされるようになっている。
貂蝉を溺愛しているため、彼女と共に登場するシナリオでは彼女を先に撃破すると激高してステータスが上がることがある。『ORIGINS』では貂蝉との絡みがほとんど無くなり、董卓暗殺後も同行しておらず、安否を気にする程度に留まっている。
映画では掌から雷光を発する異能を身に着け、方天画戟に纏わせるか、直接敵に叩きつける技を披露している。
『4』以前は赤、青、白などを取り入れた派手な服装だったが、『5』以降は黒を基調とした重厚な衣装に身を包んでいる。また頭につけている綸子も『5』以降は赤に統一された。短く切った髪は『6』以降には、長く伸ばして後ろに纏め上げている。『8』では黒い衣服の上に黄金の鎧を纏っている。造形基は金剛夜叉明王。
董卓（仲穎）（『真・三國無双』より参戦）
声：堀之紀→乃村健次（『ORIGINS』）
キャッチコピー：
呂布を擁し、機を見て軍の大権を握る（『2』）
暴虐なる魂 混迷の乱世を覆う（『3』）
己の野望に修羅と化す（『4』）
残虐非道の暴君（『4猛将伝』）
野望のため 修羅と化す凶星（『7』）
酒池肉林を夢見る凶星（『6』『8』）
武器：長剣→獄刀（『3』）→重棒（『5』）
得意武器：鎖分銅→爆弾（『NEXT』）→鎖分銅（『8』）
一人称：わし / 身長：183cm / 年齢：40歳
都の混乱に乗じて漢王朝を牛耳った暴君。専横を阻むべく結集した諸侯の連合軍を打ち破り、酒池肉林の野望を実現せんと目論む。
大義や理想ではなく己の欲望のためだけに戦う下劣な悪党だが、軍事・謀略に明るく有能。
肥満した体形から呂布や曹操からは「豚」呼ばわりされる。『5』以降は更に体型が大きくなった。
見た目やセリフから張角と並び、ネタキャラとしての要素が強かったが『ORIGINS』では大幅に人柄が変わり、力ある者が世を変えられるといった弱肉強食を是とした冷静沈着な将となった。力で全てをねじ伏せるといったやり方から暴君という見方は変わらないが、信念を持ち潔さもある、覇王の様な人物なっている。
袁紹（本初）（『真・三國無双』より参戦）
声：龍谷修武
キャッチコピー：

世を糺す その大義に 名族の血が吼える（『3』）
名にかけて世を糺さん（『4』）
名族の誇りを懸けて（『4猛将伝』）
名族、乱を制し世を正す（『7』）
まばゆき名族（『6』『8』）
武器：長剣→宝剣（『3』）→剣（『5』）
得意武器：細剣→伸細剣（『7』）
一人称：わし(『2』)、私 / 身長：178cm / 年齢：37歳
後漢において幾人も重臣を輩出した名門・袁家の総帥。袁家一門が天下に覇を唱え、家格を重視した煌びやかな名族の治世を実現することを理想とする。品位の卑しい董卓を嫌悪し、幼馴染ではあるが実力主義で思想が正反対にあたる曹操とも対立する。
天下を狙う群雄の一人として水準以上の実力は備えているものの、反面名族意識が強過ぎるうえ権柄ずくな性格で人の上に立つにはどこか威厳に欠ける人物。挫折を知らないため逆境にも著しく弱い。
自身を中心とした視点では配下から多大なる信頼を得ている様に描かれるものの、曹操軍の視点では配下の不満や裏切りが描かれるなど、シリーズを通して自軍か敵軍かで印象が変わる描写が特に多い。『ORIGINS』のように『名族』の連呼が行われないこともある。
『5』以降は金色で見るからに高価そうな衣装を纏うようになった。また、あご髭が無くなり白髪交じりの髪型へと変貌を遂げた。
張角（『真・三國無双』より参戦）
声：川津泰彦→竹内良太（『ORIGINS』）
キャッチコピー：

思い 未だ見ぬ太平の黄天へと飛ぶ（『3』）
見よ、これぞ黄天の奇跡!（『4』）
奇跡を操る教祖（『4猛将伝』）
奇跡を操る荒天の祖（『7』）
天の声を聞く者（『6』『8』）
武器：長剣→杖（妖杖）（『2』）
得意武器：錫杖
一人称：我、わし、俺 (『ORIGINS』) / 身長：183cm / 年齢：55歳
太平道の教祖。「太平妖術」なる術を駆使し、幻や天変地異を起こす能力を持つ。後漢の世の乱れを憂い急速に膨張した信徒達を武装化させ、黄巾の乱を起こす。
討伐軍からは民を惑わす邪教の主と呼ばれるが、乱を起こした理由自体は人々を救いたいと言う純粋な想いに起因しており、一概に『悪』とは言えない存在として描かれる。
『ORIGINS』からはこれまでの胡散臭い妖術使いの様なキャラクターから大幅に変更され、困窮する民を憂う高潔な人物となり、見た目も老人から長髪痩身の若めの人物となった。
孟獲（『真・三國無双2』から『4』までと『5Empires』以降に参戦）
声：幸野善之
キャッチコピー：

変?否! 荒ぶる勇猛の士なり（『3』）
大王 南の地を震わす（『4』）
大地を震わす大王（『4猛将伝』）
大いなる王、大地に轟く（『7』）
大いなる王（『6』『8』）
武器：蛮拳→石柱（『5Empires』）
得意武器：鬼神手甲→石柱（『7Empires』）→鬼神手甲（『8』）
一人称：ワシ / 身長：210cm / 年齢：35歳（『3』の公式設定資料集では身長195cm、年齢34歳と誤植）
南中（中国南西部、『5』以前では「南蛮」と呼称）を支配する大王。族長や領民、果ては獣達までをも「家族」として庇護する好人物。
人間離れした巨躯と腕力をもっており、厳つい風貌に似合わず愛妻家かつ恐妻家で、妻である祝融のことは「かあちゃん」と呼んでいる。妻の危機には馬力を発揮する。
度重なる外敵の侵攻から南中の独立を守るため戦うが、支配ではなく対等の友好を求める諸葛亮に対しては(『3』までは陸遜に対しても)、7度に渡る敗走で負けを認め、堅い友誼を結んだ。
祝融（『真・三國無双2』から『4』までと『6』以降に参戦）
声：米本千珠
キャッチコピー：

激情の炎 透き通るほど熱く（『3』）
火の神の名を持つ女傑（『4猛将伝』）
大王の道を照らす情熱の炎（『4』『7』）
情熱の炎（『6』『8』）
武器：投弧刃・飛刀
得意武器：鏢→飛刀（『6Empires』）
一人称：アタシ / 身長：173cm / 年齢：28歳
孟獲の夫人にして自ら「火の神の末裔」を称する南中一の女闘士。夫の大王としての器量に心底惚れ込んでいるが、気風の良い姉御肌の女傑で、孟獲も彼女には頭が上がらない。
全シリーズ通して露出度の高い衣装を着用しており、肌も健康的な褐色。
左慈（元放）（『真・三國無双4』と『7』以降に参戦）
声：佐藤正治
キャッチコピー：
明哲なる神仙、大徳の次代願って（『4』
乱世を憂う謎の仙人（『4猛将伝』）
明哲なる神仙、大徳の世を求め（『7』）
明哲なる神仙（『8』）
武器：呪符
得意武器：呪符→錫杖（『8』）
一人称：小生 / 身長：185cm / 年齢：70歳
人智を超えた力を持つ稀代の神仙で、護符を用いた様々な術を操る。デモシーンと戦闘中のイベントシーン限定ではあるが、テレポートしたり鶴に変身する術も使える模様。
戦乱を憂い、劉備の創ろうとする大徳の世の実現の為、彼を助けるべく曹操の覇道を阻むなど、歴史の裏で暗躍する。
陳宮（公台）（『真・三國無双7 猛将伝』より参戦）
声：宮崎寛務
キャッチコピー：
野心抱く軍師、剽軽に謀略を巡らす（『7』）
二心を持つ剽軽者（『8』）
得意武器：兵法簡→鎖鎌（『8』）
一人称：私 / 身長：165cm
呂布軍の軍師。非常に名誉欲が強く、自身の智謀を後世に残す事を目的としている。元々は曹操に仕えていたが、曹操が董卓を暗殺できなかった事で見切りをつけ、呂布が濮陽城の奪取を試みることを機に呂布に寝返った。
濮陽奪取後、出世が第一と考え呂布に仕え続けたが、武力を信条と考える呂布と意見が合わなくなった結果、呂布もまた陳宮の献策を無視し始めるようになり、次第に共に破滅へと進んでいくことになる。それでもなお、曹操への帰順は頑として選ばなかった。
『7猛将伝』IFルートでは策が積極的に採用されるなど軍師として呂布の信任を得る展開になる。
基本的に剽軽な性格で「何卒、何卒」や「実に、実に素晴らしいですな」など要所要所で同じ言葉を2回繰り返す芝居がかった話し方をする。
『7』発売の際に『週刊ファミ通』で行われた、「プレイヤー武将として登場して欲しい武将」投票の1位に選ばれ、記念にプレイヤー武将化を模したデザイン画が誌上掲載された。そしてそのデザインのまま『7猛将伝』で無双武将として使用可能となった。
呂玲綺（『真・三國無双7 猛将伝』より参戦）
声：牛田裕子
キャッチコピー：
凛々しき戦姫、寂寞の世を生き抜く（『7』）
寂寥の凛々しき戦姫（『8』）
得意武器：十字戟→盾牌剣（『8』）、十字戟（『8』DLC）
一人称：私 / 身長：170cm
呂布の娘。父譲りの武芸を以って自ら率先して前線に立つ。銀髪で、呂布同様黒い衣装に身を包む。
自らを「鬼神の娘」と名乗るほど父である呂布の武芸に強い尊敬とプライドを持っており、あらゆる事態にも屈することを許さない強気な性格。その一方で過去の長安の騒動で置き去りにされたという演義の記述から、孤独を怖がる繊細な一面も持つ。
袁術（公路）（『真・三國無双8』より登場、追加シナリオパックでプレイアブル化）
声：平井啓二
キャッチコピー：跋扈する名士
得意武器：細剣
一人称：わし、朕 / 身長：170cm
後漢の後将軍。四世三公を輩出した名門の袁家出身で、袁紹の従弟。権力と富を愛し、その欲深さから玉璽を手にした後に皇帝を自称するも、悪政で民心を失った。
董白（『真・三國無双8』より登場、追加シナリオパックでプレイアブル化）
声：大関英里
キャッチコピー：畏れを知らぬ花いばら
得意武器：鎖分銅
一人称：私 / 身長：160cm
董卓の孫娘。幼い頃から土地や財産を与えられて育ったため、わがままで残酷な性格だが、董卓の前では「おじいさま」と呼んで愛くるしく振舞い、董卓も「姫」と呼び、溺愛する。
董卓の死後、祖父を殺害した呂布や貂蝉を怨むようになり、復讐を誓う。
華雄（『真・三國無双8』より登場、追加シナリオパックでプレイアブル化）
声：ボルケーノ太田
キャッチコピー：獰猛なる巨獣
得意武器：砕棒
一人称：俺 / 身長：210cm
董卓配下の猛将。身の丈九尺を越えると言われるほどの立派な体格の持ち主。汜水関では孫堅や袁紹ら反董卓連合軍の前に立ちはだかった。DLCより配信されたストーリーモードではただ暴れたいだけのために董卓軍に所属したが、その最中に呂布が現れてから呂布自身に対してライバル視するようになる展開が盛り込まれている。さらには人情味のあふれた一面を見せるシーンもある。
伏犠（『真・三國無双2』、『MULTI RAID 2』に参戦）
声：野島健児→安元洋貴
キャッチコピー：人々に文化をもたらした古代の帝王（『2』）
武器：巨剣
古代中国神話に登場する神仙。文化の祖とも言われる。『2』で条件を満たしたときに使用できるプレイアブル武将であるが、ストーリーには全く関与しない。
後に無双OROCHIシリーズ（『魔王再臨』以降）にて再登場したが、その際キャラクター設定やデザインがリニューアルされた（詳細は別項）。『MULTI RAID 2』ではOROCHIシリーズ準拠の設定で登場。
女媧（『真・三國無双2』、『MULTI RAID 2』に参戦）
声：住友優子→牧島有希
キャッチコピー：人間を創造した伝説の女神（『2』）
武器：細剣
伏犠と同じく古代中国神話に登場する神仙。人間の祖とも言われる。シリーズでの扱いは伏犠と同様。
無名 / 紫鸞（しらん）（『ORIGINS』より参戦）
声：福山潤
ORIGINSの主人公。漢王室に仕える影の刺客集団「太平の要」のメンバーだったが、黄巾蜂起前の時期では記憶喪失した流浪の武芸者として群雄と関わり、最終的には天下平定のため三国いずれかの勢力に仕官することになる。
その戦い方と特異な目から、曹操から紫鸞と呼ばれたが、奇しくもその異名は彼が「太平の要」所属時の呼び名でもある。
元は「太平の要」とは無関係の生まれだったが、何故かその武術や技巧を扱える様を見込んだ朱和によって、「太平の要」の拠点である里へ連れて来られ育てられていた。そのため所属以前の生い立ちについては一切不明。

### その他のキャラクター
NPC武将の中でも物語上で目立った活躍をするキャラクター。
文欽（『真・三國無双6』から登場）
文鴦の父親であり、司馬一族に対して謀反を引き起こす。『6』や『7』の正史ルートでは呉に亡命して諸葛誕と組み、司馬一族と再戦するが、後に仲違いをして諸葛誕に斬り殺される。
『7』将星モードでは文鴦に対して子煩悩な父親の面が見られる。
『8』では表向き親曹家派でありながらも密かに権威を狙う野心家として描かれ、DLC曹丕伝で徐庶・孟達・夏侯尚・桓階ら親蜀漢派の蜂起に乗じて本性を表すが、あえなく服從される。しかしDLC鍾会伝では野望の為に鍾会と結託する内にやがてその大器に惹かれ、口では皮肉を言い合いながら臣下として彼を支える道を選ぶ。
曹叡（『真・三國無双2』から登場）
魏の第3代皇帝。曹丕の嫡男。父の急逝で後を継ぎ、司馬懿とは父と同じく互いに信頼を寄せていたが司馬家の発言力を妬む外戚が間に入る様に苦悩する。その聡明さを期待されていた彼もやがて病によって若くして世を去る。
『8』において甥の曹髦同様に皇帝としての姿を描かれる二人目のNPC武将となる。
曹髦（『真・三國無双6』から登場）
魏の第4代皇帝。司馬一族の傀儡に成り果てた帝の権威を取り戻すべく寡兵で決起するも、敗れ去る。皇帝の証たる冕冠を被り、固有の外見を持つ数少ないNPC武将である。
『7』における史実ルートでも最後まで降る事を拒み、司馬昭を自ら討とうとするも、避けられたその直後に賈充によって止めを刺された。
IFルート外伝では、帝位の座を鍾会に狙われているが、その際憎んでいるはずの司馬懿にあっさり救援を求めたため、司馬懿の怒りを買ってしまう。鍾会の反乱を鎮圧した後は何とか生存したようだが、結局司馬師によって退位に追い込まれた。
曹爽（『真・三國無双6』から登場）
魏の大将軍。曹真の嫡男。幼帝・曹芳の補佐を司馬懿と共に託されるが軍略は彼の足元にも及ばず、興勢山の戦いで大敗を喫し無能の烙印を押される。最終的に「正始の変」を起こした司馬一族に攻められ、誅殺される。
なおストーリーモードにおいて興勢山の戦い前の陣営では、配下の武将はおろか一般兵すら曹爽を酷評していた。
邢道栄（『真・三國無双3』から登場）
荊州・零陵太守の劉度に仕える部将。勇猛さを自負し、『3』『OROCHI（無印）』では「ふぬははは！私が蹴散らしてくれる！」と特徴的な笑い声を発しながら奇襲を仕掛けてくる。
『8』では劉備帰順派である劉度親子に反発し、抗戦派を率いて城に立てこもるも、劉備に保護された劉度の説得により、城内に留まった他の帰順派の兵士も戦を止めたため、敗北する。
張苞（『真・三國無双3』から登場、『7』で無双武将化）
声：江川央生 (『3』)
張飛の息子。『3』における蜀との最終決戦の場「成都の戦い」魏軍及び南蛮軍シナリオでは、かつて長坂橋を背に仁王立ちで曹操軍に構えた父･張飛と同様に、自身も金雁橋の前で仁王立ちを行うイベントが挿入されている。呉軍シナリオもあるが、張飛の所属武将であり、金雁橋から囮となって呉軍の気を逸らそうとする父の為に橋を落とす策となっている。『7』で無双武将として使用可能となる。
劉禅（『真・三國無双3猛将伝』から『2nd Evolution』まで登場、『6』で無双武将化）
声：遠藤守哉（『4』）
劉備の息子。幼名は阿斗。劉備の後継者として蜀の皇帝となる。『3猛将伝』では魏の力に恐れ逃げ回る惰弱な君主だった。『4』では典型的な器量不足な二代目として描かれており、愛する星彩が関平と仲睦まじい事に劣等感を持っている。『2nd Evolution』における最後の戦の1つ「第六次北伐」では突如、義に目覚めて五丈原の司馬懿勢力を攻略する。
『5』では劉備がストーリーを通じて君主として登場するため、登場しなかった。『6』で無双武将として使用可能となる。
なお、『3』と『4Empires』までは無双ゲージを60秒間最大にし続けるアイテム「阿斗」が登場していた。
高柔（『真・三國無双6』から登場）
曹魏の官僚。元々は袁紹に仕えた高幹の族子だが、袁家残党の反乱に呼応せず曹操に付き従った。後に腐敗していく曹家を見限り親司馬家派として「正始の変」後も国政に尽力する。
『8』では張梁と二名しかいない特別な官帽を被っている。明言はされないが蜀伝徐庶EDで彼と思しき官僚が言葉を交わしている。
司馬炎
西晋の初代皇帝で、司馬昭と王元姫の長男。『6』のストーリーモード晋伝のエンディングムービーにて、後ろ姿で登場する。
陳宮（『真・三國無双3』から登場、『7猛将伝』で無双武将化）
呂布軍軍師。『3』では呂布が猪突猛進で自身の献策を容れられず、呂布の器量を見限って曹操軍に投降する。『5』呂布伝では登場シーンが増え、様々な戦に勝手に参戦する呂布に頭を悩ませつつも、その生き様を理解し心酔している。貂蝉伝においては彼女の思惑に気付いている節がある。
『6』魏伝では、董卓に殺されそうになる曹操の脱出の手助け役を行っていたが、『7』魏伝では逆に曹操の脱出を妨害する敵役として登場してくる。『7猛将伝』で無双武将として使用可能となる。
張宝（『真・三國無双』から登場）
声：岸野幸正→田中大文（『6』以降）
張角の弟で張梁の兄。自らを「地公将軍」と名乗り、兄と弟とともに黄巾党の信徒を指揮し、乱を起こす。
兄弟同様独特な口調が特徴的であるが、『6』以降では普通になっている。
張梁（『真・三國無双』から登場）
声：遠藤守哉→野島健児（『6』以降）
張角と張宝の弟。自らを「人公将軍」と名乗り、兄たちとともに黄巾党の信徒を指揮し、乱を起こす。
『8』では高柔と二名しかいない特別な官帽を被っている。
口調は張宝と同様。
華雄（『真・三國無双8』の追加シナリオパックでプレイアブル化）
声：江川央生
董卓軍配下の猛将で、主に汜水関の守将として登場する。反董卓連合の多くの武将を打ち倒すが、続いて出陣した関羽に一合で討たれる。『4』では汜水関の戦いの総大将を務めるが、董卓軍のシナリオでは待機に飽きて前線に突出したところを曹操に本陣を突かれ、呂布にたしなめられるという一幕があった。『2nd evolution』でも総大将を務めるも埒が明かないと出陣して、後ろから攻め込めば本陣を占拠できる。
呂布との仲は畏敬の対象又は逆に敵愾の念を向けるなど作品毎に異なるが武を競う好敵手であることはシリーズ共通である。
小説『三国志演義』では身の丈九尺（約2m10cm）と描写されることから、『6』『7』はNPC武将ながら呂布に劣らぬ体躯の武人として登場する。
『7猛将伝』呂布伝では命を救うと董卓暗殺直後に追撃を受ける呂布を救いに駆け付け、またIFルートへの重要人物の一人となる。
李傕
董卓に仕える将で賈詡の最初の主でもある。主に董卓、呂布不在のステージで両名に代わり総大将を務めるが『4』と『2nd Evolution』では総大将ではなく参戦。華雄や賈詡など頼りにした味方が敗れると途端に弱腰になるなど悪い方向での他力本願思考だが、一方では軍内で唯一呂布の叛心を警戒したり、主君亡き後の董卓軍をまとめるなど知的な面が描かれる。
『7猛将伝』呂布伝においては腹心の賈詡の策で長安から呂布を追放した首謀者であり、IFルート最後に対峙する。
『8Empires』では何故か衣装を羌族将に直されており、同じく軍の中核を担う郭汜も匈奴将、主君の弟である董旻は烏丸将衣装になっている。
胡車児
張繍の部将。軍中第一の武勇を誇る。『6』『7』では固有の外見を持つ数少ないNPC武将であり、顔の眼から下を覆面で覆って異様な雰囲気を醸し出す（『7Empires』『無双OROCHI 3』では野盗武将へ外見を流用されている）。
兀突骨（『真・三國無双2』から登場）
南中の烏滸族を治める大王。精強な藤甲兵を率いている。南蛮夷平定戦で対峙した際は彼の軍団を如何に攻略したかが南中との和解成否に関わり、南中シナリオでも、その生死が後の展開を左右させる重要人物に扱われる。
小説『三国志演義』では身の丈十二尺（約2m80cm）と描写されることから、『6』以降からNPC武将ながら孟獲クラスの巨漢として登場する。
殆どの場合『演義』に倣い火で最期を迎えるが『8』において朶思大王、木鹿大王ら共々戦後も健在で、孟獲同様に蜀との友誼を結ぶ。
袁術（『真・三國無双8』の追加シナリオパックでプレイアブル化）
声：石川英郎 (『3』)
袁紹の異母弟。シリーズを通して無能な君主として登場する。汜水関の戦いで孫堅軍に兵糧を送らなかったり、玉璽を手に入れて皇帝を自称するも孫策に倒されたり、下ヒの戦いで呂布を救いに来たり、小物ながら呉伝と呂布伝には必要不可欠な役どころを持つ。ただし『3』では世話になった劉勲の恩に報いるべく、「天を掴めずとも地を舐めはせん」と啖呵を切りつつ出陣する雄姿も見せる。
何進
後漢の大将軍であり黄巾の乱において討伐軍の総大将を務める。シリーズを通じて全くの無能というわけではないが立場としては実力不相応な凡将として描かれており、作中でも配下である董卓や袁紹に内心侮られている。
彼が政敵である十常侍との戦いの最中に暗殺された混乱に乗じて董卓が台頭し、時代は連鎖的に乱世へと突き進むこととなる。
『8』では何故か何苗（何進の異父弟もしくは義弟）に総大将の座を差し替えられており、第1章で単なるモブ扱いの後、第2章で暗殺されたのが会話でのみ語られるだけになる。『8Empires』は逆に何苗の存在がなく、黄巾の乱シナリオの最大勢力である何進軍の君主に返り咲えている。
献帝（『真・三國無双5』から登場）
声：野島健児
後漢第15代皇帝。今まで存在のみ語られていたが、『5』曹操伝・孫堅伝、『6』魏伝、『7』のムービー内に登場。『5Empires』のイベントでも登場している。
『5』曹操伝では曹操に対して屈している様子はないが「恐ろしい男」と評価している。また『6』魏伝では曹操暗殺計画を計画するも、その直後の曹操へのやりとりから「陛下は聡明であらせられる」と評価された。『7』では口調が変更された。
丁原（『真・三國無双7 猛将伝』から登場）
後漢の官吏。呂布の義父であったが、董卓と同調した呂布に殺された。呂布視点では彼を養子と呼びながらも、言葉の端々には結局は一配下程度としか見ておらず彼の心情を省みなかった節がみられて叛意を招く展開となっている。
『8』では張任と二名しかいない特別な鎧兜を被っている。
映画では斬首される直前まで「董卓の道具にされているだけ」と呂布を案じる言葉をかけたが虚しくも「（結局は丁原も）言えたことか」と認識していた彼には届かなかった。
公孫瓚
劉備の学友であり、趙雲のかつての君主。
『3猛将伝』袁紹列伝ではNPC武将で唯一、名馬である絶影を駆り、白馬の騎兵隊「白馬義従」を率いた。『4』でも白馬義従を呼び寄せて挟撃する。
『5』の趙雲伝では袁紹に対して対抗心を燃やしている様子や、劉備の事は「同門で学んだが、優しいばかりで掴みどころのない奴よ」と一蹴し、力で乱世に名乗りを上げようとする様子が描かれていた。
シリーズに登場する公孫瓚は基本的に劉備とは仲が良く面倒見もある理解者である。
張任
劉璋に仕える文武両道の勇将であり、奇襲にて龐統を討つ活躍を見せた。その才は劉備や諸葛亮にも惜しまれ、捕縛して討たずに収めようとするが、拘束された彼は最期まで敗将として死すことを選び、殉じた。
『2nd Evolution』では張松と速やかに合流しなければ、彼の寝返りを見破ってしまう。
『8』では丁原と二名しかいない特別な鎧兜を被っている。同作の成都攻略ではNPCでありながらも非常に強力な武将であり、苦戦覚悟で挑むか特定条件を満たして撤退させるかになる。
劉璋
巴蜀の君主。優柔不断な性格が強調されており、場合によっては前述の袁術以上に不遇な扱いをされている。その器の小ささから軍師の法正にも見限られて彼の離反を招き、劉備にその座を明け渡すこととなる。
成都攻略戦では多数の将兵と計略によって守られており、如何に突破するかで最後まで抵抗を続けるか自身の器を悟って劉備に降るか彼の結末と劉備の印象が決まる。降伏を促すには多くのシリーズで厳しい条件が設けられ、やり込み要素としての側面があった。
張魯（『真・三國無双3』から登場）
声：龍谷修武（『4』）
張角の黄巾党に並ぶ宗教勢力「五斗米道」の教祖。『3』での魏・呉・蜀の無双モードでは条件次第で黄巾党と手を結び、プレイヤーの勢力と対峙する。
『4』では潼関の戦いの曹操軍シナリオに敵として乱入する。『4猛将伝』の外伝モードでのみ、オネエ言葉を使っていた（一人称は「あちき」）。
水鏡（『真・三國無双3Empires』から『真・三國無双4』までと『真・三國無双ブラスト』に登場）
声：石川英郎（『4』）
本名は司馬徽、字は徳操。水鏡先生とも呼ばれている。『3Empires』は条件を満たすと諸葛亮・龐統の存在を教えてもらうことで次ターンから高確率で二名を対象にした人材捜索が献策されるようになり、『4』では仕官してきた護衛武将の評価や立志モードでのEDIT武将の案内役を務める。
于吉（『真・三國無双3猛将伝』から登場）
主に孫策の生死に関わるエピソードで登場し、不気味な道術を用いて孫策を追い詰める道士。

『3猛将伝』『4』では孫策の邪魔をする典型的な悪役として描かれたが、『6』『7』は曹操の覇道による早期の天下統一を望み、曹操を倒そうとする孫策を許貢と協力して襲撃した。孫策を危険視する一方で、孫策や大喬の意気に感服するかのような台詞も存在する。
『2nd Evolution』では赤壁の戦い・孫権軍シナリオに隠された宝物庫を警備。
『7』では、左慈の得意武器である呪符を用いる例外的なNPC武将の一人。
『7Empires』には彼ら呪符使用のNPC武将は全員未登場だが、登場することを想定して作成されたと思しき呪符の無双・覚醒乱舞をエディット武将に使用させることが出来る。
華佗（『真・三國無双 2nd Evolution』と『真・三國無双8』以降に登場）
乱世を渡り歩く流浪の医者。『2nd Evolution』では官渡の戦い・袁紹軍シナリオに隠された2軒の宝物庫のうち西方の1軒を警備。
DLC郭嘉伝で病死を待つ身だった彼の前に現れ「猛毒だが耐え抜けば一時的に延命できる」という劇薬を授ける。その後郭嘉は激痛に苦しんだ末、赤壁の戦い最中に復活を果たす。
元化（『ORIGINS』に登場）
声 - 日向朔公
中性的な外見を持つ少年医者。主人公と出会って、一緒に旅をする。
元化は字であり、物語終盤でその本名が華佗と判明する。
鋳剣砦の主（『映画 真・三國無双』に登場）
声：西村野歩子
深い森に隠された洞穴で無双の宿命を背負った者を迎える神秘的な雰囲気を纏った壮年の女性。千年の血が練り込められた武具を訪れた英傑に与える。最初に呂布に方天画戟を、逃亡の最中だった曹操に将明剣を授け、反董卓連合の本陣へと赴く劉備三兄弟の双睛・青龍偃月刀・蛇矛に無双の力を齎す。
ナレーション
声 - 増谷康紀

## 音楽
真・三國無双
『Can't Quit This!!!! 〜KNOCK'EM OUT〜』（m.o.v.e）
真・三國無双2・真・三國無双7 ストーリーモード：IFルート
『生路〜CIRCUIT〜』（一青窈）
真・三國無双3
『Cross Colors』（小柳ゆき）
真・三國無双3 Empires
『EVER FREE』（2HEARTS -立木文彦&森川智之- ）
真・三國無双6 ストーリーモード：晋
『Time』（KinKi Kids）
真・三國無双7 ストーリーモード：史実ルート
『嵐が丘』（布袋寅泰）
真・三國無双8
『King Of The Street』（B'z）
- 『真・三國無双(PSP)』、『4』、『2nd Evolution』、『5』にはエンディングソングはない。ただし、『4Empires』のエンディングBGM「生路〜SYMPHONIA〜」は『2』エンディングのインストゥルメンタルアレンジである。
- 『生路〜CIRCUIT〜』は中国語による歌だが、後に本人が一部日本語訳して「生路〜MAZE〜」として発表された。
- 戦闘ステージのBGMはほとんどがハードロック調で統一されており、各BGMには英語でタイトルが付いている。

## 人気投票
真・三國無双シリーズの人気投票が、1回目が『6』発売時（全62名）、2回目が『7猛将伝』発売時（全77名）、3回目が『8』発表時（全83名）に行われた。
ここでは台詞のつく上位10名のみを記載。以下の順位は各回のリンク先を参照。
| 順位 | 第1回  | 第2回  | 第3回  |
| ---- | ------ | ------ | ------ |
| 1位  | 王元姫 | 趙雲   | 郭嘉   |
| 2位  | 夏侯惇 | 王元姫 | 趙雲   |
| 3位  | 陸遜   | 徐庶   | 陸遜   |
| 4位  | 趙雲   | 郭嘉   | 徐庶   |
| 5位  | 曹丕   | 貂蝉   | 曹丕   |
| 6位  | 司馬懿 | 関銀屏 | 関銀屏 |
| 7位  | 張遼   | 陸遜   | 夏侯惇 |
| 8位  | 凌統   | 司馬懿 | 呂玲綺 |
| 9位  | 馬超   | 夏侯惇 | 王元姫 |
| 10位 | 鍾会   | 鍾会   | 鍾会   |

## トレーディングカードゲーム
2005年7月に、コーエーより本シリーズをテーマとしたトレーディングカードゲーム『真・三國無双4トレーディングカードゲーム』が発売されている。詳細は該当の記事を参照のこと。

## パチンコ・パチスロ
パチンコ
- CR真・三國無双（2006年、ビスティ）
- CR真・三國無双（2012年、サンスリー）
- CR真・三國無双 猛将伝（2013年、サンスリー）

パチスロ
- 真・三國無双（2008年、ゴールドオリンピア）
- 真・三國無双（2011年、オリンピア）

## アンソロジー
『真・三國無双2』からアンソロジーの4コマ漫画が発売されている。タイトルは『真・三國無双2 エキストラステージ』、『真・三國無双3 バトルイリュージョン』、『真・三國無双4 ワンダーエボリューション』、『真・三國無双5 ランブルミッション』である。また、ストーリー形式のものも発売されている。

## 舞台

### 株式会社ADKアーツ→株式会社ADKクリエイティブ・ワン 製作

#### 上演記録
- 舞台「真・三國無双」（2017年2月11日 - 19日、全労済ホールスペース・ゼロ）[33]
- 舞台「真・三國無双 官渡の戦い」（東京公演：2018年4月26日 - 5月1日、全労済ホールスペース・ゼロ / 大阪公演：2018年5月5日 - 6日、サンケイホールブリーゼ）[34]
- 舞台「真・三國無双 赤壁の戦い」（2019年2月7日 - 17日まで東京・シアター1010）[35]

#### スタッフ
- 原作・監修：株式会社コーエーテクモゲームス
- 企画・製作・主催：株式会社ADKアーツ（初演・官渡）→株式会社ADKクリエイティブ・ワン（赤壁）
- 構成・演出・振付：西田大輔

### 「舞台 真・三國無双」製作委員会製作

#### 上演記録
- 「真・三國無双」20周年記念公演「舞台 真・三國無双 ～赤壁の戦い IF～」（2020年8月20日 - 24日、日本青年館ホール）[36]
- 「舞台 真・三國無双 ～荊州争奪戦 IF～」2021年9月3日 - 8日、EX THEATER ROPPONGI）[37]

#### スタッフ
- 原作・監修：株式会社コーエーテクモゲームス
- 企画・製作・主催：「舞台 真・三國無双」製作委員会
- 構成・演出・振付：西田大輔
- 殺陣振付：西田大輔・六本木康弘（赤壁IF）
- 協力：ジャパンアクションエンタープライズ

### キャスト
|        | 初演       | 官渡       | 赤壁       | 赤壁IF                   | 荊州IF                     |
| 魏     | 魏         | 魏         | 魏         | 魏                       | 魏                         |
| ------ | ---------- | ---------- | ---------- | ------------------------ | -------------------------- |
| 曹操   | 谷口賢志   | 谷口賢志   | 谷口賢志   | 波岡一喜                 | 波岡一喜                   |
| 夏侯惇 | 渡辺和貴   | 渡辺和貴   | 渡辺和貴   | 伊阪達也                 | －                         |
| 楽進   | 反橋宗一郎 | 反橋宗一郎 | 反橋宗一郎 | 反橋宗一郎               | 正木郁                     |
| 李典   | 滝川広大   | －         | －         | －                       | －                         |
| 郭嘉   | －         | 和田琢磨   | －         | 丘山晴己                 | －                         |
| 張遼   | －         | 田川大樹   | －         | 山本匠馬                 | 野澤祐樹 （ジャニーズJr.） |
| 曹丕   | －         | 白又敦     | 白又敦     | －                       | －                         |
| 荀彧   | －         | 奥谷知弘   | 田中稔彦   | －                       | －                         |
| 満寵   | －         | －         | 宇野結也   | 大海将一郎               | 東将司                     |
| 甄姫   | －         | －         | 松田彩希   | －                       | －                         |
| 蔡文姫 | －         | －         | －         | 宮崎理奈                 | 宮崎理奈                   |
| 荀攸   | －         | －         | －         | 松原凛                   | －                         |
| 曹仁   | －         | －         | －         | －                       | 内堀克利                   |
| 呉     |            |            |            |                          |                            |
| 孫堅   | 村田充     | －         | －         | －                       | －                         |
| 孫策   | 山口大地   | 山口大地   | －         | －                       | －                         |
| 周瑜   | 塩口量平   | －         | 秋沢健太朗 | 健人                     | 平野良                     |
| 孫権   | －         | 川隅美慎   | 川隅美慎   | 稲葉光 （ジャニーズJr.） | 冨岡健翔 （ジャニーズJr.） |
| 孫尚香 | －         | －         | 佃井皆美   | 搗宮姫奈                 | 搗宮姫奈                   |
| 甘寧   | －         | －         | 橋本全一   | 釣本南                   | 宇野結也                   |
| 凌統   | －         | －         | 富永勇也   | －                       | －                         |
| 魯粛   | －         | －         | 林野健志   | －                       | 鈴木祐大                   |
| 小喬   | －         | －         | －         | 太田奈緒                 | 大西桃香                   |
| 陸遜   | －         | －         | －         | 輝山立                   | 村瀬文宣                   |
| 呂蒙   | －         | －         | －         | 内堀克利                 | －                         |
| 黄蓋   | －         | －         | －         | 鵜飼主水                 | －                         |
| 蜀     |            |            |            |                          |                            |
| 趙雲   | 北村諒     | －         | －         | 大隅勇太                 | 小早川俊輔                 |
| 劉備   | 仲田博喜   | 仲田博喜   | 細貝圭     | 中村誠治郎               | 笠原紳司                   |
| 関羽   | 磯貝龍虎   | 磯貝龍虎   | 磯貝龍虎   | 松川大祐                 | 松川大祐                   |
| 張飛   | 林明寛     | －         | 林明寛     | 林明寛                   | 林明寛                     |
| 諸葛亮 | －         | －         | 八神蓮     | 室龍太 （ジャニーズJr.） | 秋沢健太朗                 |
| 周倉   | －         | －         | 松村優     | －                       | －                         |
| 月英   | －         | －         | －         | 上西恵                   | 上西恵                     |
| 晋     |            |            |            |                          |                            |
| 司馬昭 | 吉岡佑     | －         | －         | －                       | －                         |
| 王元姫 | 藤嵜亜莉沙 | －         | －         | －                       | －                         |
| 賈充   | －         | 小野健斗   | －         | －                       | －                         |
| 他     |            |            |            |                          |                            |
| 呂布   | 中村誠治郎 | －         | －         | －                       | －                         |
| 貂蝉   | 日比美思   | －         | －         | －                       | －                         |
| 袁紹   | －         | 松浦司     | －         | －                       | －                         |
| 張郃   | －         | 寿里       | －         | －                       | －                         |